# Juifs arabes

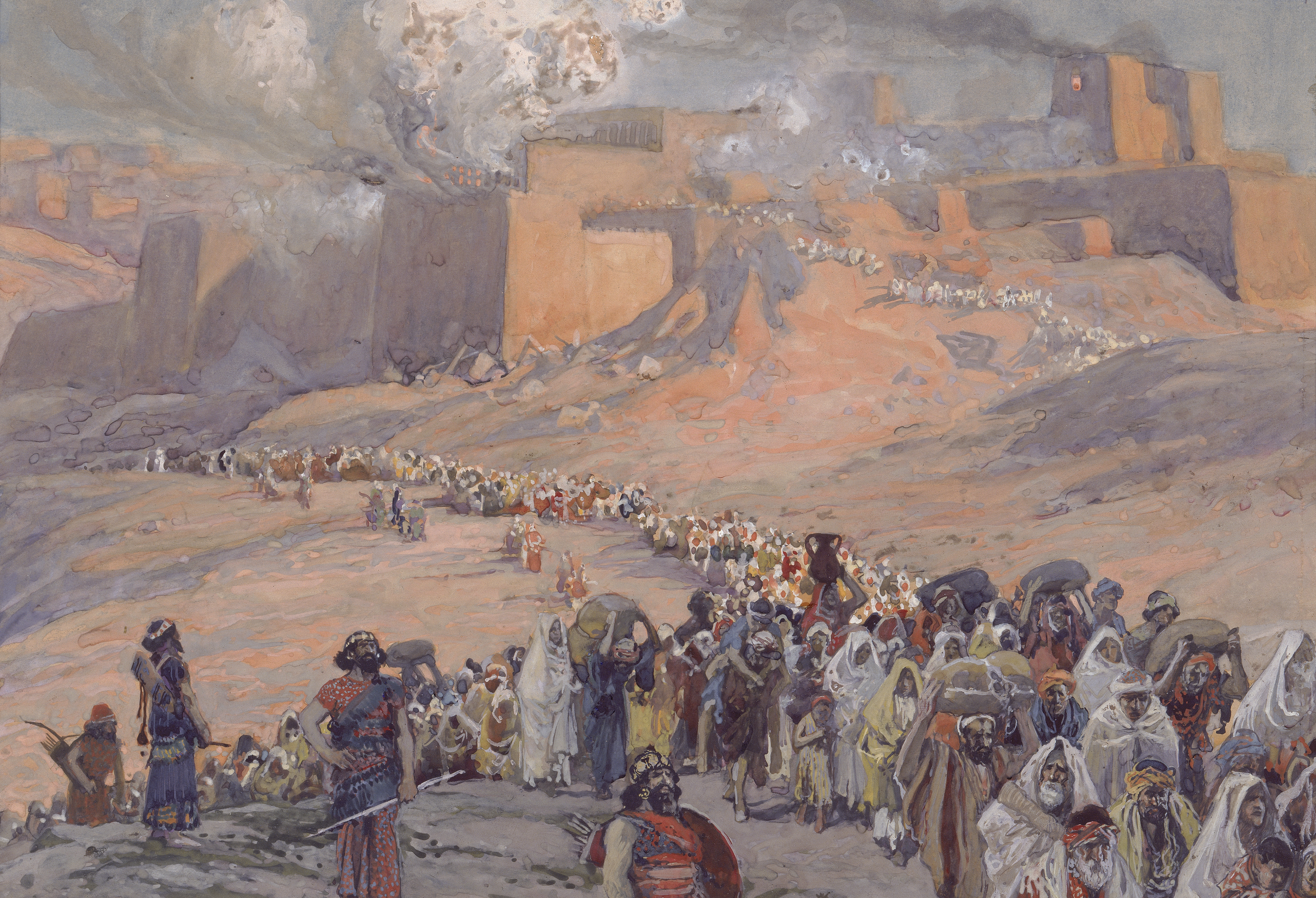
Déportation et exil des Juifs de l'ancien royaume de Juda vers Babylone dans l'Irak actuel, mille ans avant la conquête arabe de Babylone, par Tissot (1896-1902)

Les Juifs arabes sont des Juifs qui s'inscrivent dans l'espace linguistique et culturel arabe. Ils sont dans certains cas issus de populations autochtones établies avant la conquête arabo-musulmane dans les régions qui deviendront arabes par la suite, et leur présence y est alors bimillénaire, comme au Maroc, au Yémen, en Irak et en Égypte. Dans d'autres cas, ils descendent des Juifs séfarades expulsés d'Espagne (Ibères) en 1492, qui se sont exilés en Afrique du Nord (Maroc, Algérie, Tunisie et Libye) et dans d'autres parties de l'Empire ottoman. 
Le terme peut aussi parfois faire référence à des convertis juifs d'origine ethnique arabe, comme le roi Dhu Nuwas et de nombreux himyarites (ancêtres des Yéménites de l'Arabie préislamique tardive), des personnalités comme Baruch Mizrahi ou Nasrin Kadri, ou à des personnes de filiation mixte judéo-arabe, comme Lucy Ayoub.
Ils ont coexisté et coexistent encore pour certains d'entre eux, avec des musulmans et des chrétiens arabes. Cependant, le nationalisme arabe et ses exactions au XXe siècle, les réactions à la création de l'État d'Israël en 1948 et les différents conflits israélo-arabes conduisent à un exode massif des Juifs des pays arabes et musulmans.

## Histoire

### Les Juifs de la péninsule arabique jusqu'aux premiers temps de l'islam

Le Levant vers 830 avant notre ère

Déportation d'Israélites par l'Empire néo-assyrien

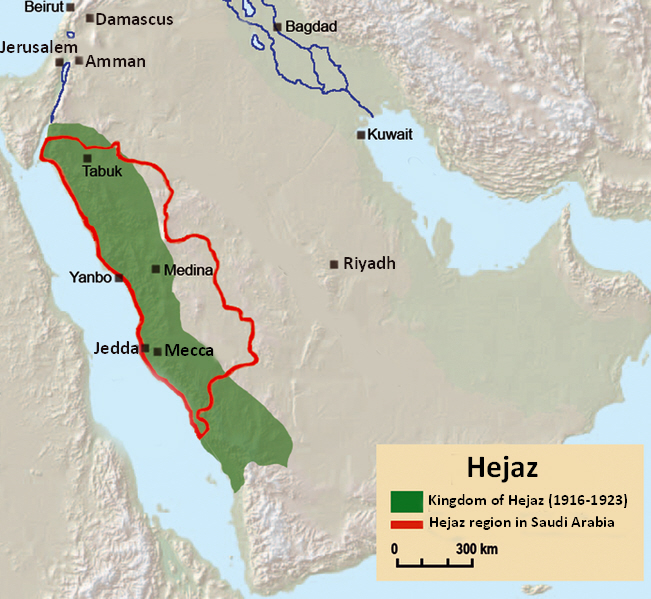
Les juifs sont particulièrement présents dans la partie ouest de la péninsule arabique, le Hijaz (dont les frontières ont varié, en vert, en rouge)

#### Dans l'Arabie polythéiste
Les premiers Judaites arrivés dans la péninsule arabique seraient des Arabes du royaume de Juda déportés à Babylone au VIe siècle av. J.-C., apres la suite de la destruction du premier Temple de Jérusalem par Nabuchodonosor II, en -586 : ils auraient été emmenés en Arabie par un successeur de Nabuchodonosor, Nabonide, qui envahit le Hedjaz en -552 et y installa sa capitale. Une deuxième vague de migration, plus importante, date de la fin du Ier siècle : après la destruction du second temple de Jérusalem en 70 EC, des Juifs fuyant les persécutions romaines forment d'importantes communautés dans la région ouest de la péninsule arabique, plus précisément dans des oasis du Hedjaz — Khaybar, Tayma et Yathrib (qui deviendra Médine) — dans l'Arabie saoudite actuelle, ainsi qu'au sud de la péninsule, au Yémen : « La Mishna nous apprend que les juifs arabes ont été l'attention des rabbins de la Terre sainte dès le IIe siècle ».
Des rois juifs gouvernèrent le royaume d'Himyar au Yémen aux IVe – VIe siècles EC. Le premier roi juif, Abikarib, polythéiste converti au judaïsme, a entraîné ses sujets dans une conversion collective. Il aurait eu pour objectif de dépasser les clivages tribaux traditionnels en créant une communauté unique fondée sur la foi religieuse. Le judaïsme est la religion dominante dans le royaume pendant 150 ans, des années 380 aux années 520.

Ainsi, dans l'Arabie antique se côtoient des Juifs d'origine judéenne (juifs de la diaspora), des Juifs récemment convertis, dont font partie les Himyarites du Yémen, et des « craignant Dieu » (des non-juifs qui suivent les prescriptions du judaïsme sans avoir franchi le pas de la conversion).

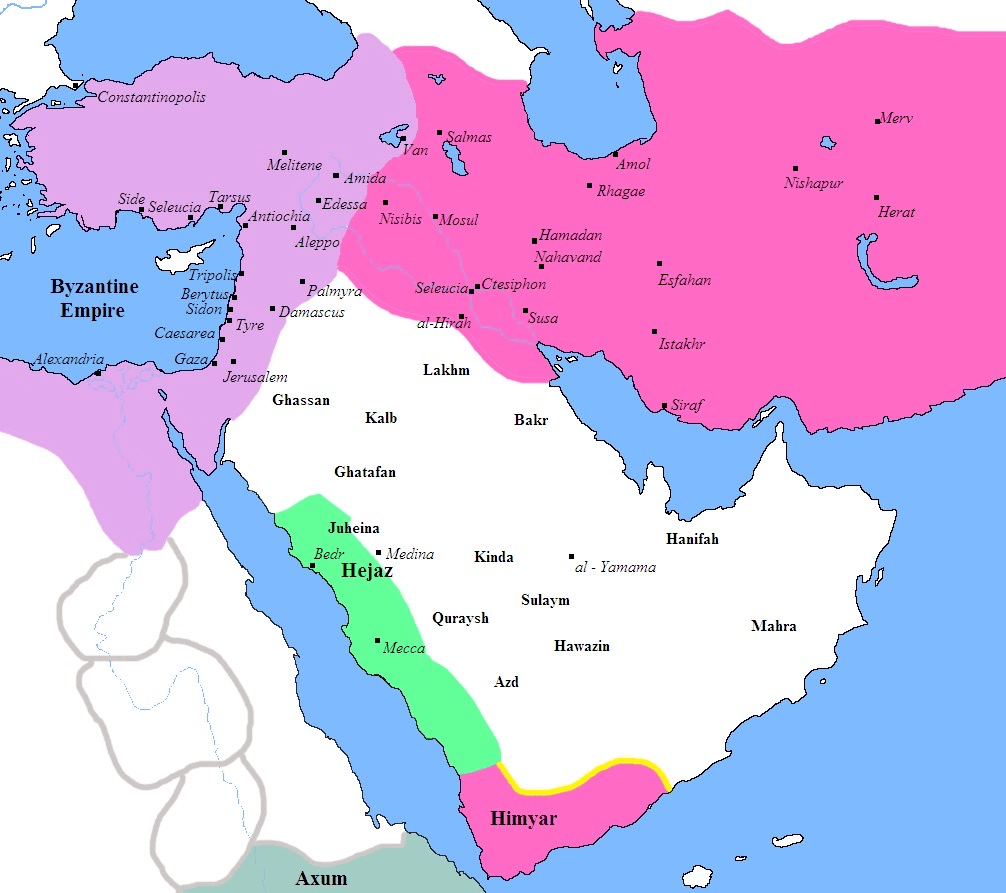
Le royaume juif de Himyar, au sud (en rose bordé de jaune). La péninsule arabique est le théâtre d'une rivalité entre l'Empire byzantin chrétien (en mauve), qui perpétue la politique hostile aux juifs initiée par l'Empire romain, et l'Empire des Perses Sassanides (en rose, au nord-est), avec lequel les juifs de Himyar ont fait alliance.

Selon David Biale, « Les Juifs d'Arabie aux VIe et VIIe siècles étaient si profondément intégrés économiquement, ethniquement et géographiquement dans la culture locale qu'ils doivent être considérés ethniquement et culturellement comme des Arabes ». À la veille de l'apparition de l'islam, dans le Hedjaz, « on pouvait trouver des juifs dans toutes les sphères de la société arabe. Ils étaient marchands, bédouins, fermiers, poètes, artisans et guerriers. Ils vivaient dans des forteresses, en ville ou sous la tente dans le désert. Ils parlaient l'arabe classique, le judéo-arabe et l'araméen, et faisaient usage de locutions hébraïques ». En effet, « les sources montrent clairement que l'on pouvait être juif tout en étant arabe et bédouin »,.

#### Débuts de l'islam
On sait qu'au VIIe siècle, le premier islam a été influencé par le judaïsme. Les spécialistes considèrent que « Mahomet tirait ses connaissances sur le judaïsme d'un contact direct avec les juifs de Yathrib (Médine) », la ville où il avait trouvé refuge après avoir été exilé de La Mecque. Une autre source d'influence a pu être la conversion du Yémen au judaïsme, de nombreuses générations avant Mahomet. « Une question qui n'est pas définitivement tranchée est de savoir si Yathrib (Médine) et la Mecque, les deux villes qui donneront naissance à l'islam au VIIe siècle, dépendent des rois himyarites entre les IVe et VIe siècles. Cela paraît vraisemblable, mais n'est pas encore prouvé ».
« Muhammad incorpora au Coran des récits bibliques, souvent augmentés d'embellissements midrashiques probablement issus des traditions orales juives locales, pour compléter le fonds de références susceptibles, pensait-il, de séduire les juifs. Il adopta ou adapta également plusieurs pratiques des juifs dans l'espoir de les attirer à lui », se tournant vers Jérusalem pour prier, par exemple. « Le fait que la plupart des Juifs arabes ne se soumirent pas fut un choc pour Mahomet, car il crut pendant sa période initiale à Médine que la religion qu'il prêchait, contrairement aux polythéismes arabes indigènes de sa génération, était quasiment identique au monothéisme des Juifs ».
Mahomet expulsa les trois principales tribus juives de Médine ; l'une d'elles, Banu Qurayza qui, loin de le soutenir contre les Mecquois polythéistes, fit alliance avec eux contre lui, aurait été, selon des sources islamiques crédibles, massacrée. « La nouvelle affirmation islamique sera violente dans le contexte médinois où le combat contre les juifs est nourri par un double mobile. Le premier est politique ; il s'inscrit dans la stratégie de fondation d'une cité nouvelle qui exige la fin de l'hégémonie des tribus. Le second se veut théologique ; il se manifeste à travers la reprise coranique du thème biblique qui met en scène les « fils d'Israël » désobéissants encourant la colère divine ». Les historiens ne s'accordent pas sur l'importance qu'il faut attribuer au conflit entre Mahomet et les Juifs. Pour Mark R. Cohen, ce moment n'a pas déterminé les relations ultérieures entre musulmans et juifs. Selon Reuven Firestone, en revanche, il faut considérer l'histoire culturelle des juifs dans les terres islamiques en gardant en mémoire ces tensions entre les Juifs arabes et les autres Arabes au début de l'islam.

### Les Juifs du Moyen-Orient, d'Afrique du Nord et d'Espagne après la conquête arabo-musulmane desVIIeetVIIIesiècles
Avec la conquête arabe aux VIIe – VIIIe siècles, une très grande partie des Juifs du Moyen-Orient, notamment en Mésopotamie et en Palestine, ainsi que les Juifs d'Afrique du Nord, passent sous domination arabo-musulmane – de même que les populations non juives de ces régions –, dans le cadre d'une même entité politique, le califat des Omeyyades (660-750), puis le califat des Abbassides (VIIIe – XIIe siècles). C'est le cas également des Juifs d'Espagne dès le VIIIe siècle, dans les territoires qui prennent le nom d'Al-Andalus. Les Juifs des régions devenues arabes et musulmanes représentent au VIIIe siècle 90 % des Juifs du monde.

#### Langues: arabe, judéo-arabe, hébreu
Les Juifs qui parlaient des dialectes de l'araméen au Moyen-Orient, l'égyptien ancien (et parfois le grec) en Égypte, des dialectes du latin au Maghreb en Espagne, ont abandonné progressivement ces langues pour l'arabe (à l'instar des autres populations arabisées). Témoigne de ce processus, parmi d'autres exemples, la traduction de la Bible en arabe au Xe siècle par Saadia Gaon, rabbin babylonien, à destination d'un public juif arabophone. Le philosophe Moïse Maïmonide (XIIe), dirigeant de la communauté juive en Égypte, a écrit certains de ses ouvrages en arabe.
Les Juifs utilisent entre eux le dialecte arabe de leur pays, en y mêlant quelques mots hébreux ou constructions calquées sur l'hébreu (hébraïsmes), particulièrement pour parler des concepts propres au judaïsme. Si dans sa forme orale, l'arabe des Juifs ne diffère pas beaucoup du parler des locuteurs arabo-musulmans (les deux groupes pouvant communiquer sans difficulté), en revanche, dans sa forme écrite, il peut recourir à la transcription de cette langue parlée en caractères hébraïques et devient alors un dialecte spécifique : c'est le judéo-arabe, langue aux multiples variantes pratiquée comme langue vernaculaire notamment en Afrique du nord et en Irak. Les Juifs écrivent l'arabe en caractères hébraïques par facilité. Dès l'enfance, dans leur vie quotidienne, ils s'expriment en arabe ; mais au début de leur scolarité, étudiant la Torah, ils ont appris l'alphabet hébreu avant l'alphabet arabe ; aussi, pour communiquer avec d'autres Juifs, « ils employaient leur langue natale – l'arabe – et leur écriture – l'hébreu ». La transcription des signes d'une langue dans les caractères d'une autre n'est pas le fait des Juifs uniquement ; les chrétiens syriaques par exemple écrivaient l'arabe en caractères syriaques.
L'hébreu était la langue des prières et des textes religieux ; il était employé par les savants, non dans les échanges quotidiens. Les lettrés maîtrisaient également l'araméen, nécessaire pour la lecture du Talmud.
La production érudite des Juifs s'écrit en arabe (en judéo-arabe) dans al-Andalus jusqu'au XIIe siècle, au-delà dans l'Orient arabe et musulman. L'hébreu devient la première langue d'érudition des Juifs d'Espagne quand ils entrent en contact régulier avec les Juifs de l'Europe chrétienne, du fait de la reconquête du pays par les royaumes chrétiens, et se mettent à écrire pour les Juifs d'Europe latine, de Provence et d'Italie.
« Les Juifs ne firent pas intrusion dans le monde musulman en immigrants ou en exilés. Ils étaient une partie intégrante du Proche-Orient, de l'Afrique du Nord et de l'Ibérie, dorénavant nommée al-Andalus, où la culture arabo-islamique médiévale se développa sous la forme d'un mélange de langue arabe, de religion islamique et de culture locale. Les Juifs étaient un élément intrinsèque de cette culture. Ils ressemblaient à leurs voisins par leurs noms, leurs costumes et leur langue, ainsi que par la plupart des autres traits de leur culture à l'exception, bien entendu, de la religion ».
Raymond P. Scheindlin appelle ces Juifs arabisés des « Juifs judéo-arabes », et parle de « culture judéo-arabe » : « le caractère arabe de la culture juive est évident non seulement dans l'usage de la langue arabe par les Juifs mais aussi dans tous les aspects de leur culture à l'Âge d'or de l'islam prémoderne ».
Cette culture nous est connue notamment grâce à une source documentaire très importante, la Guéniza du Caire, ce lieu où les juifs ont déposé au cours des siècles (plutôt que de les jeter) leurs textes écrits en judéo-arabe.

#### Situation des Juifs dans les pays musulmans

La conquête arabo-musulmane,. En bordeaux, à l'époque de Mahomet, 622-632. En rose, à l'époque du califat des bien guidés, 632-661. En orange à l'époque du califat omeyyade, 661-750

« Le Coran, en dépit du ton parfois véhément qu'il emploie à l'égard des chrétiens et des juifs, contient en germe une forme de pluralisme religieux. Le verset : « Pas de contrainte en religion ! » (2, 256) s'entendait comme une injonction à ne pas convertir de force les non-musulmans » mais la réalité à l'égard des Juifs fut bien souvent tout autre,.
Au titre de « gens du Livre », comme les chrétiens qui entrent dans cette même catégorie, et à la différence des populations polythéistes, les Juifs ont le statut de dhimmis, codifié par le pacte d'Umar. Ce statut les relègue à un rang inférieur mais leur assure une « protection » contre le paiement d'un impôt spécifique (la djizîa) évoqué dans le Coran. Ils sont autorisés à vivre en sécurité et à se développer au sein de leurs communautés autonomes. « En réalité les règles discriminatoires liés au statut de dhimmi, d'origine byzantine ou sassanide, entraient en conflit avec le pragmatisme du « vivre et laisser vivre » de l'islam primitif et étaient donc souvent négligées ou ignorées dans les réalités quotidiennes de la coexistence entre musulmans et non-musulmans », selon Mark R. Cohen. Toutefois, outre l'impossibilité de témoigner contre un musulman au tribunal, les Juifs sont stigmatisés notamment au Maghreb par l'obligation de port de vêtements de couleurs différentes de ceux des musulmans, par l'interdiction de port des chaussures hors du quartier juif (mellah, aljamah) où ils doivent marcher nu-pieds (ou avec seulement le talon découvert), par l'interdiction qui leur est faite de monter à cheval — monture noble —, et sont régulièrement victimes d'abus de la part des membres de la société musulmane jusque celle de la rue, qui les dominent et contre lesquels, ils ne peuvent jamais se rebeller sous peine de violences plus graves encore.

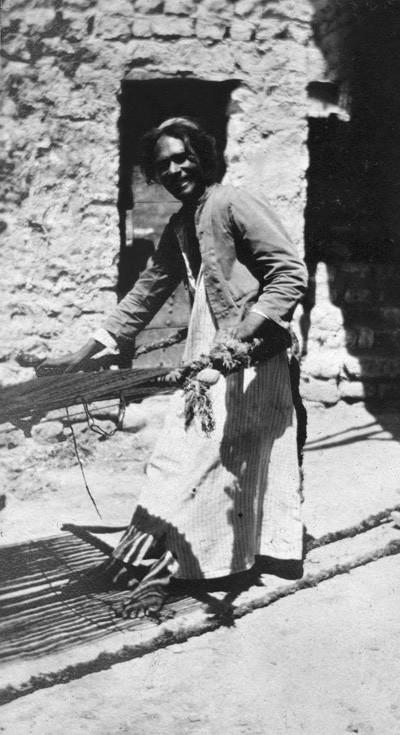
Tisserand juif de la ville de Ramadi en Irak (1918). La laine de mouton qu'il tisse était le matériau utilisé par les tribus bédouines d'Irak pour la confection des tentes.

Lors de l''acquittement de la djizîa, un cérémonial humiliant assorti de violences physiques pouvait avoir lieu, décrit ici selon des sources du XIe siècle où la barbe, insigne d'honneur chez les Juifs comme les musulmans, devient un objet d'humiliation :
« Le Dimmi se présentera le dos courbé et la tête baissée, il posera l'argent dans la balance, tandis que le percepteur le saisira par la barbe et lui administrera un soufflet sur chaque joue »,.
« Les conquérants arabes étaient mal armés pour administrer leur nouvel appareil d'État. Ainsi, l'autonomie locale des non-musulmans s'accompagna-t-elle de leur emploi dans la bureaucratie islamique ». « Même une fois que les musulmans eurent commencé à prendre en charge le contrôle bureaucratique de l'Empire, des dhimmis [parmi lesquels des Juifs] continuèrent à servir à des postes de responsabilité, certains se hissant à des échelons très élevés de la Cour et dans l'administration », « en position de dominance vis-à-vis des musulmans, au grand dam des religieux musulmans et d'autres figures pieuses ».
Ainsi, il est arrivé que des Juifs deviennent vizirs (premiers ministres) ou chefs d'armée, alors qu'ils n'auraient pas dû, en tant que dhimmi, commander à des musulmans et porter les armes (voir ci-dessous, la section « Hommes d'État ») ; Samuel ibn Nagrela, au XIe siècle, est un exemple particulièrement brillant de ce cas de figure. De nombreux Juifs ont été des conseillers des princes arabo-musulmans. Ils ont été également médecins à la cour, trésoriers, collecteurs d'impôt, etc. - cette dernière fonction les ayant rendus impopulaires.
Selon Mark R. Cohen, c'est le sentiment général de sécurité sous le régime de la dhimma qui permit « la remarquable immersion des juifs dans la culture arabo-islamique au cours du haut Moyen Âge ». Toutefois, de nombreux chercheurs dénoncent le « mythe d'un islam éclairé dans l'Espagne médiévale » (la Convivencia) ou celui d'une cohabitation harmonieuse dans les pays musulmans,,,,,,,,,,,,,.

#### Comparaison avec la situation des Juifs dans l'Europe chrétienne
« La politique islamique à l'égard des juifs se trouvait diluée dans le cadre plus large des relations avec l'ensemble des non-musulmans protégés ». « Dans le monde islamique, on ne vit rien de semblable aux « lois sur les juifs » du monde chrétien, lesquelles visaient dans les juifs la seule population hors norme (à l'exception des chrétiens hérétiques). Au regard de la loi islamique, les juifs étaient des membres comme les autres de la classe beaucoup plus large des dhimmis ». « Il n'existait pas de politique visant les juifs en tant que tels », mais une attitude quotidienne d'humiliation et de mépris à leur égard,.
Toutefois sous les califats, il y eut sporadiquement des manifestations de violence envers les Juifs, mais cette hostilité était de nature très différente chez les musulmans et les chrétiens ; « celle des musulmans n'avait rien de théologique », elle n'était pas liée à l'histoire sainte de l'islam ; elle reflétait l'attitude « de la majorité envers une minorité, sans qu'intervienne cette dimension théologique et donc aussi psychologique qui donne à l'antisémitisme chrétien son caractère si spécifique ».
De plus, l'empire islamique se caractérisait par une diversité ethnique considérable qui s'ajoutait à l'hétérogénéité religieuse : outre les Arabes, on comptait des Iraniens, des Berbères, des Turcs, en Espagne des Goths et des Slaves etc ; dans cette « mosaïque multicolore de peuples et de religions, les juifs ne représentaient qu'un groupe parmi d'autres ».

#### Autorités religieuses juives

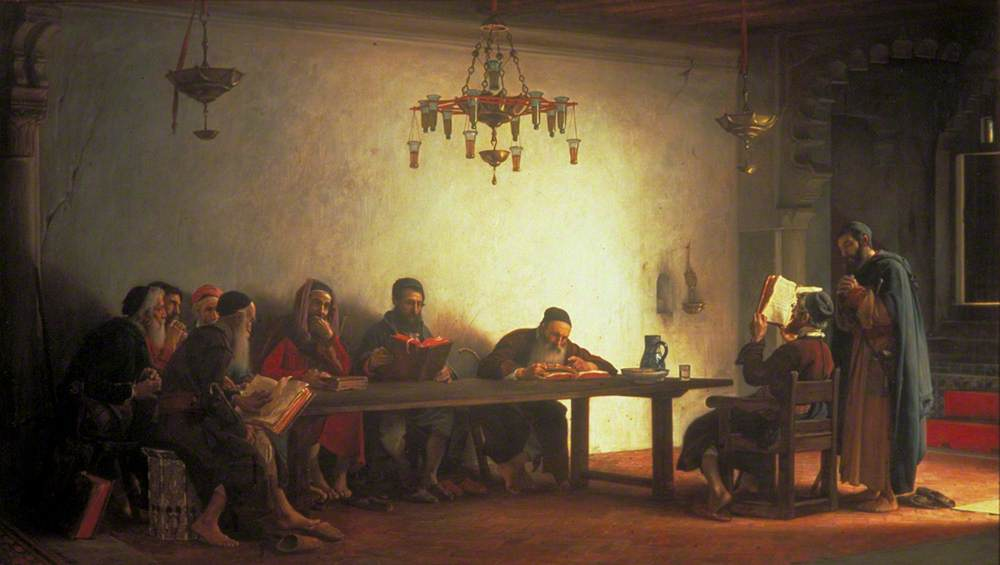
Yechiva (institut d'études juives) au Maroc ; Lecture de la Bible par les rabbins par Lecomte de Nouÿ (1882)

Du VIIIe au Xe siècle, les communautés juives du monde arabe et musulman étaient contrôlées par l'exilarque (« chef de l'exil ») de l'Irak abbasside. Dès le Xe siècle, l'affaiblissement du califat abbasside réduisit le pouvoir de cette autorité du judaïsme.
Dès lors, « les institutions œcuméniques les plus puissantes du monde judéo-islamique étaient les yeshivot, ou académies, au nombre de deux en Irak et une en Palestine. Ces académies étaient des écoles pour la formation des rabbins afin qu'ils puissent servir d'administrateurs, de juges et d'autorités religieuses pour la communauté ». Les chefs des académies sont appelés gaon (en hébreu : « fierté »). Les rabbins de rang inférieur dans les différentes régions du monde arabe et musulman s'adressaient à ces chefs ou gaonim pour leur demander de résoudre des questions difficiles. Les réponses, appelées responsa, étaient rémunérées, ce qui permettait de financer l'académie. Des académies se créèrent à Kairouan en Tunisie, à Lucena dans al-Andalus, entrant en rivalité intellectuelle et économique avec celles, historiques, d'Irak et de Palestine, et contribuant à leur déclin.
« La résistance à l'autorité gaonique donna naissance à un schisme religieux au sein du judaïsme sous la forme de la secte karaïte qui rejetait la légitimité du système rabbinique dans son entier » — secte née en Irak. Selon les karaïtes, la Bible seule doit faire autorité. Les rabbins (gaonim) ne font qu'occulter et dénaturer le message biblique. La priorité donnée à la lecture de la Bible explique le fait que les karaïtes ont produit un grand nombre d'ouvrages importants relatifs à la grammaire hébraïque et à l'exégèse.

### Les Juifs des pays arabes sous l'Empire ottoman dès leXVIesiècle

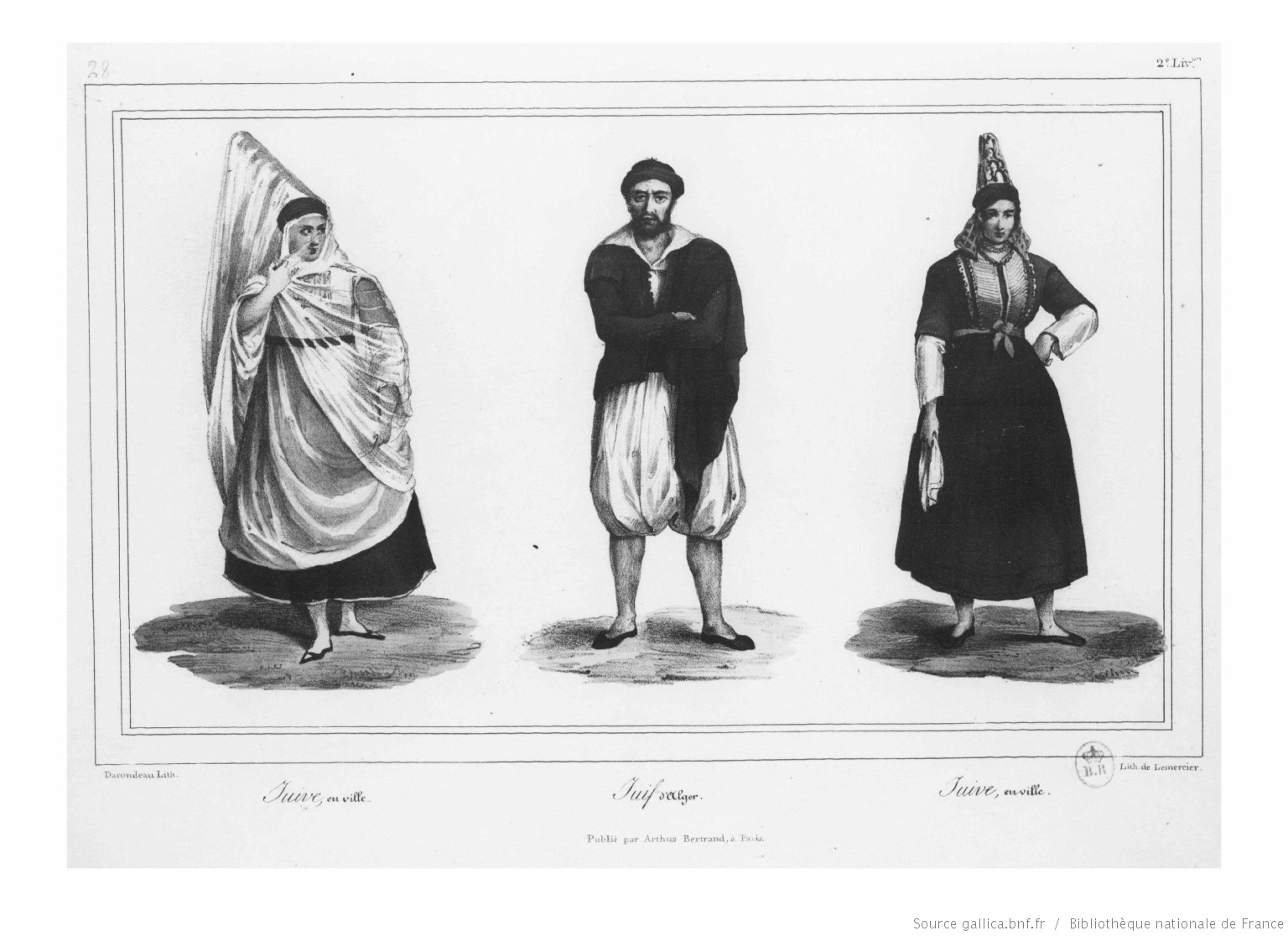
Juives et Juif dans la Régence d'Alger (1833)

Les Juifs arabes passent vers le XVIe siècle, comme les autres Arabes musulmans et chrétiens, sous domination turque (domination musulmane, non arabe), à l'exception des Juifs du Maroc, ce pays ayant à sa tête des dynasties arabes. Le statut de dhimmis des Juifs est conservé.
« Les divergences entre les écoles de droit islamique quant aux droits et obligations des non-musulmans protégés (dhimmis) étaient considérables. Parmi celles-ci, l’école hanafite, dominante dans l’Empire ottoman, se montrait la plus libérale, et dans les domaines du droit pénal et de la propriété prévoyait même une égalité complète entre musulmans et non-musulmans. […] Dans la réalité, la condition des non-musulmans était étroitement liée à la situation économique, sociale et politique à l’intérieur du territoire du Prince, à leur utilité pour celui-ci ». La situation des juifs en tant que dhimmis varie donc selon l'époque et le lieu.
Au XIXe siècle, dans les pays arabes sous domination ottomane, le statut de dhimmi est aboli : « les réformes administratives et juridiques de l’Empire ottoman, les Tanzimat, culminant dans les édits de 1839 et 1856, sous une forte pression européenne, établirent l’égalité juridique de tous les sujets du sultan ».
La création de l'Alliance israélite universelle (AIU) dans de nombreux pays arabes dès 1860, à l'instigation de Juifs français témoins du piètre état et des maltraitances dont sont victimes leurs correligionnaires, amorce une séparation culturelle entre Juifs et musulmans arabes qui jusqu'alors parlaient la même langue et baignaient dans une même culture : nombre de Juifs arabes apprennent des langues européennes et donnent à leurs enfants des prénoms français.
En Algérie française, le décret Crémieux en 1870 aggrave cette scission en accordant la nationalité française aux Juifs algériens (mais non aux musulmans algériens).
Néanmoins, au début du mouvement du panarabisme, les Juifs arabes n'étaient pas considérés par les autres Arabes comme extérieurs à leur nation. Ainsi, un intellectuel syrien musulman comme Abd al-Rahman al-Kawakibi, partisan du panarabisme, « s'est adressé aussi bien aux musulmans qu'aux chrétiens et aux juifs. Il n'a pas fait de différences entre eux. Cette idée des musulmans, des chrétiens et des juifs arabes travaillant ensemble était alors en train de gagner du terrain » - idée fragilisée toutefois dans les premières années du XXe siècle par la vague de migration de Juifs européens en Palestine, encadrés par le tout jeune mouvement sioniste. Cette migration commence à inquiéter certains intellectuels arabes, dont le ton à l'égard des juifs se durcit alors.

### AuxXXeetXXIesiècles

#### Juifs arabes et Arabes non juifs

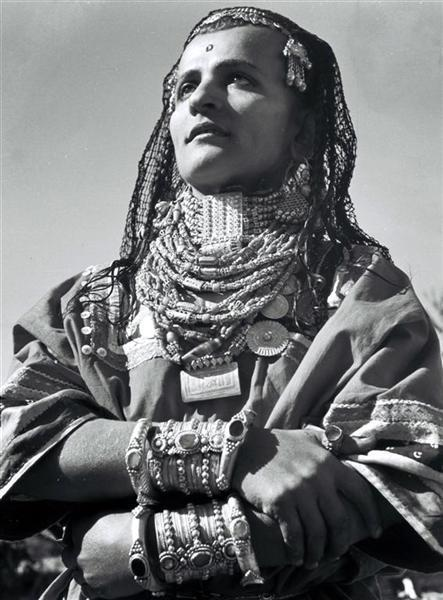
Une femme juive du Yémen en costume traditionnel (1946)

Jusqu'au début des années 1930, les Juifs arabes restent bien intégrés dans leurs pays respectifs. C'est particulièrement vrai en Irak, ou un Juif comme Sassoon Eskell devient ministre des finances du roi Fayçal Ier, dans les années 1920. « Au tout début de l'État-nation en Irak les Juifs ont joué un rôle très important dans la formation de cet État-nation, notamment parce qu'ils y occupaient des postes élevés, grâce à l'éducation moderne qu'ils avaient reçue dans les langues européennes, dans les domaines professionnels et administratifs ; et ils étaient arabophones, l'arabe étant la langue des États-nations modernes ».
La situation des Juifs arabes se détériore en raison des tensions en Palestine dans les années 1930-1940 puis surtout à la suite de la création de l'État d'Israël en 1948. À ce moment, des centaines de milliers de Juifs arabes doivent prendre le chemin de l'exil.
Raphaël Draï rappelle que « quand les Juifs arabes évoquent Dieu, ils disent Allah. Il y a des chants liturgiques qu'ils récitent en arabe. C'est ce qui fait le caractère tragique et déchirant de cette situation ».
Le professeur d'histoire Thierry Feral précise que dans les faits, « lors de l'indépendance du (Maroc) en 1956, après une période de transition marquée de doutes, d'espoirs et de déceptions, l'antijudaïsme prospère ».
Karim Miské évoque une « situation déchirante » : « aujourd'hui [dans les années 2010], il y a une grande proximité culturelle entre Juifs [arabophones] et musulmans arabes, et en même temps une impossibilité de se rapprocher qui est due au conflit israélo-palestinien. Des gens ont essayé de dépasser cela, comme les musiciens algériens qui jouent du Chaâbi et de la musique judéo-arabe. La culture permet de dépasser le conflit mais jusqu'à certain point, au-delà duquel chacun reprend ses affiliations ».

#### Juifs arabes et Juifs ashkénazes en Israël
Les Juifs arabes sont inclus dans la catégorie plus large des Juifs mizrahim ou juifs orientaux, qui comprend des Juifs non-arabes (indiens, iraniens, caucasiens etc.), catégorie qui se distingue de celle des Juifs ashkénazes d'origine européenne.

##### La place des Juifs arabes dans la société israélienne

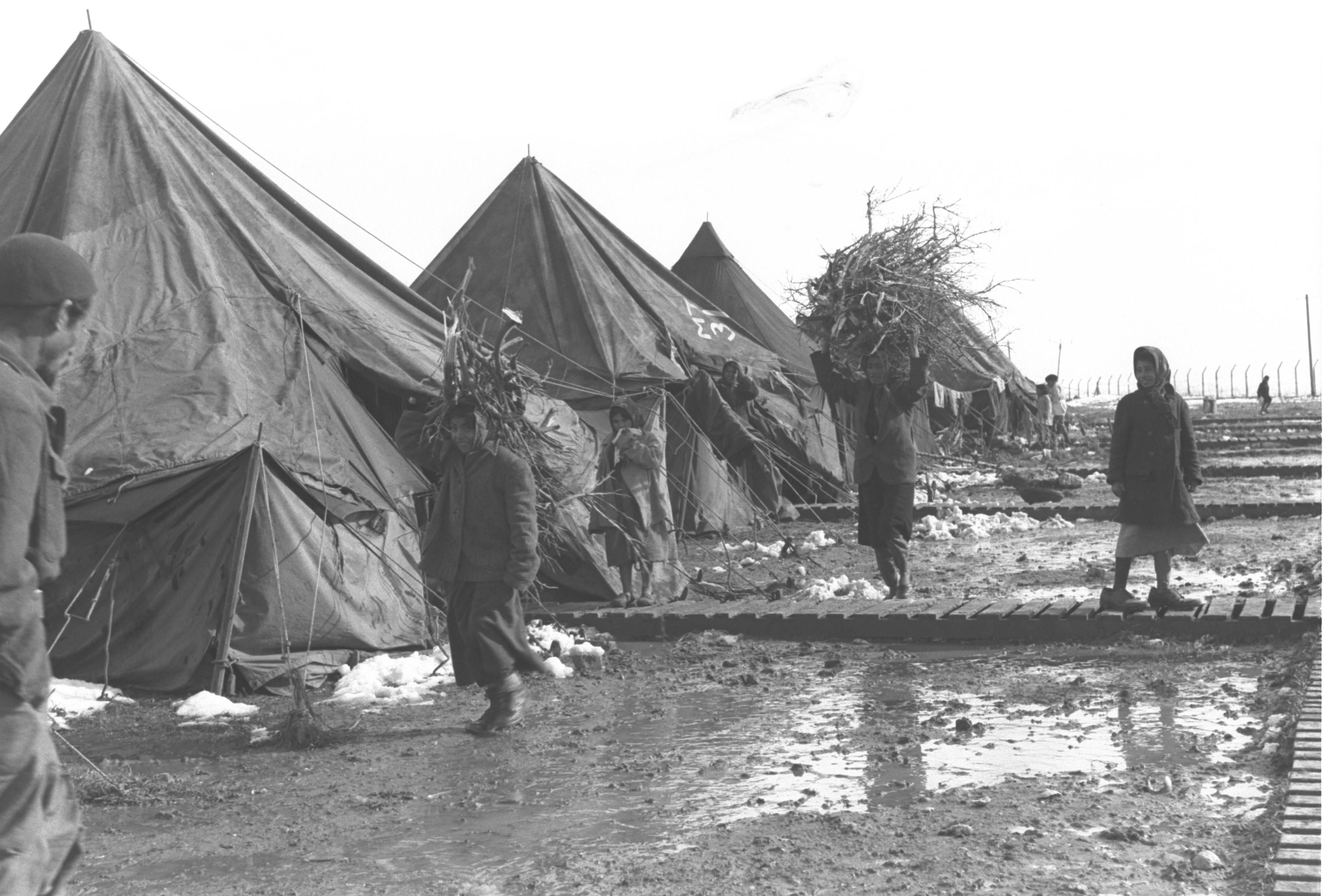
Des juifs originaires du Yémen dans les tentes à Rosh Ha'ayin en Israël (1950)

Dans le tout jeune État d'Israël, « la plupart des Juifs européens considèrent les Juifs non-européens comme arriérés : les Sépharades et les Juifs arabes sont collectivement stigmatisés comme « Asiatiques » ou « Levantins ». L’impasse culturelle est particulièrement sensible, et ce sur deux plans. D'une part, les Juifs Mizrahim sont traditionnellement davantage liés à la pratique religieuse que les pionniers ashkénazes. D’autre part, les grandes communautés juives irakiennes ou égyptiennes exercent des professions urbaines peu en accord avec la vie agricole tant prônée par l’establishment sioniste. Ainsi, les nouveaux arrivants Mizrahim se heurtent à l’aspect séculier (laïque) et à l'aspect agricole de ce nouvel État », écrit Michèle Tauber.
Les immigrants en provenance d'Irak, du Yémen, du Maroc furent par dizaines de milliers dirigés vers des camps de transit en Israël (en hébreu ma'abarot). Ces lieux où certains passèrent plusieurs années ont marqué la mémoire collective des Juifs arabes en Israël, laissant quelquefois un souvenir traumatisant ; ils ont été souvent représentés dans les films et les romans, au point qu'on a pu parler d'un « cinéma des ma'abarot » et d'une « littérature des ma'abarot ». Le premier récit sur les camps composé par un immigrant l'a été en arabe, puis l'auteur, Shimon Ballas, originaire d'Irak, l'a traduit en hébreu (Ha-ma’abara, 1964).
L'enlèvement de milliers d'enfants juifs yéménites arrachés à leurs parents dans les années qui ont suivi la création d'Israël, et les dénégations des autorités israéliennes pendant des décennies, jusqu'à l'ouverture des archives en 2016, manifeste l'inhumanité de l'establishment ashkénaze à l'égard des Juifs arabes.
Ella Habiba Shohat parle de « racisme antimisrahi en Israël, [qui] reste à l'ordre du jour, même si les juifs Mizrahim sont mieux représentés à la Knesset » que dans les premières décennies qui ont suivi la fondation d'Israël. « Quant aux juifs arabes, lorsque les membres d’une même famille ont émigré dans des pays différents – les uns en Israël, les autres en France, au Canada, aux États-Unis ou en Amérique latine – ils se sont retrouvés pour finir dans des situations sociales et économiques radicalement différentes : souvent prospères hors d’Israël, souvent défavorisés à l’intérieur, vivant dans des conditions inférieures à celles qu’ils avaient connues dans le monde arabe ».
À l'intérieur du groupe des Mizrahim, les Juifs arabes occupent une position particulière. Ella Shohat souligne les effets destructeurs du conflit israélo-palestinien sur les Juifs arabes - qui s'ajoutent évidemment aux effets qu'il a produits sur les Palestiniens. « Les Nouveaux historiens israéliens, ont ignoré […] les ruptures politiques et légales, sociales et culturelles que les juifs-arabes ont subies du fait de la partition » entre Israéliens et Palestiniens. « Presque personne n’a envisagé les effets négatifs du sionisme sur les Juifs du Moyen-Orient et en particulier sur les juifs-arabes, arabes par la culture mais juifs par la religion, ballottés dans les courants contraires des colonialismes anglais et français et des nationalismes sioniste et arabe ».
Selon l'historien Zvi Ben Dor Benite, qui rappelle le passé millénaire des Juifs arabes, trop souvent le discours sioniste oppose à tort les Arabes et les Juifs (comme le fait un certain discours nationaliste arabe) alors que les Juifs arabes pourraient être au contraire une entité médiatrice qui conduit à dépasser la dichotomie entre Arabes et Juifs, Orient et Occident.

##### La langue arabe en Israël
La langue arabe, devenue en Israël la langue de l'ennemi, « a été délégitimée et définie comme langue « non-juive » en dépit de la longue histoire du judaïsme au sein d’un univers arabophone. Rappelons que les Juifs font partie intégrante de la culture arabe, de la période pré-islamique jusqu’au milieu du XXe siècle », écrit Michèle Tauber. « En théorie, ajoute-t-elle, l’hébreu et l’arabe auraient dû cheminer de concert à l’intérieur de l’État d’Israël ».
« Aucun doute que l’effet le plus dévastateur du processus de socialisation vécu par les Juifs arabes après leur arrivée en masse a été la « désarabisation ». Cela fut surtout ressenti dans la perte de l’arabe comme langue maternelle, et l’obligation dans laquelle les nouveaux immigrants se sont trouvés d’adopter les structures syntaxiques et prononciations non-sémitiques du nouvel hébreu », écrit Ami'el Alcalay ; en effet, les Ashkénazes ont imposé en Israël leur prononciation européenne de l'hébreu.
Pourtant, jusqu'aux années 1920, avant la montée des tensions entre les Juifs et les Palestiniens non-juifs, et avant que les nouveaux arrivants ashkénazes ne prennent le pouvoir, la langue arabe était parée d'un certain prestige aux yeux des Juifs présents en Palestine. Le philologue Éliézer Ben-Yehoudah lui-même, né en Biélorussie, voulant rénover la langue hébraïque, admettait les racines arabes en vue d'enrichir l'hébreu, et rejetait les influences non-sémitiques. Il « était un grand admirateur des Arabes palestiniens et de leur langue, et cette admiration s’étendait également aux sépharades palestiniens du vieux Yishuv, qu’il nommait « communauté naturelle » contrairement aux ashkénazes orthodoxes ». « Dans la préface à son monumental dictionnaire de l’hébreu, Ben-Yehoudah écrit : « En comparant les racines de notre langue avec celles de l’arabe […] le lecteur se rend compte combien ces deux langues sont proches à la fois dans leur nature et leur esprit, et ce, au point qu’on peut les prendre l’une pour l’autre ». Bien entendu, les Juifs nés en Palestine, arabophones, s'ils appuyaient le mouvement sioniste, « se faisaient aussi les garants de relations pacifiques avec les Palestiniens chrétiens et musulmans et soutenaient que les immigrants ashkénazes devaient adopter la langue et la culture arabes ».
Du fait du conflit israélo-palestinien, toutefois, la langue quotidienne des Juifs arabes est devenue objet de dénigrement - « à la fois la langue de l’intime et de l’interdit ».
Reuven Snir souligne le fait que les Juifs ashkénazes, qui ont imposé aux Juifs arabes cette rupture avec le passé, se sentent libres, pour leur part, de maintenir un lien vivant avec leurs origines : « Malgré l'Holocauste, la plupart des immigrants allemands en Israël n'ont jamais nié la relation qu'ils entretenaient avec la culture allemande. Les émigrants russes arrivés dans les années 1980 et 1990, se considérant comme la nouvelle élite de la société israélienne, jugeaient la langue et la culture hébraïques comme barbares comparées à la langue et à la culture russes ».

#### Démographie
Selon Charles Cohen, on comptait un million de Juifs arabes au milieu du XXe siècle dont plus de 100 000 en Tunisie ou en Algérie, 250 000 au Maroc, 75 000 en Égypte ou encore 130 000 en Irak.

## Galerie

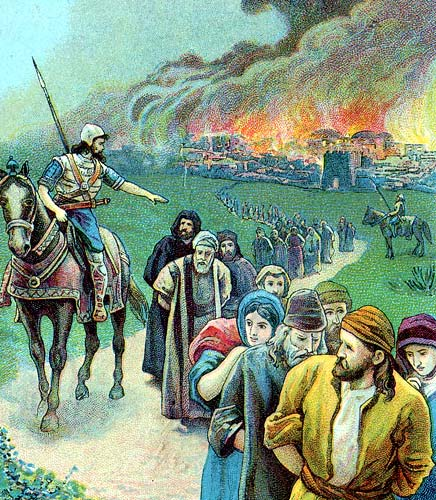
Vignette illustrant la déportation à Babylone des Juifs de Jérusalem, un millénaire avant l'arabisation de la Babylone antique.
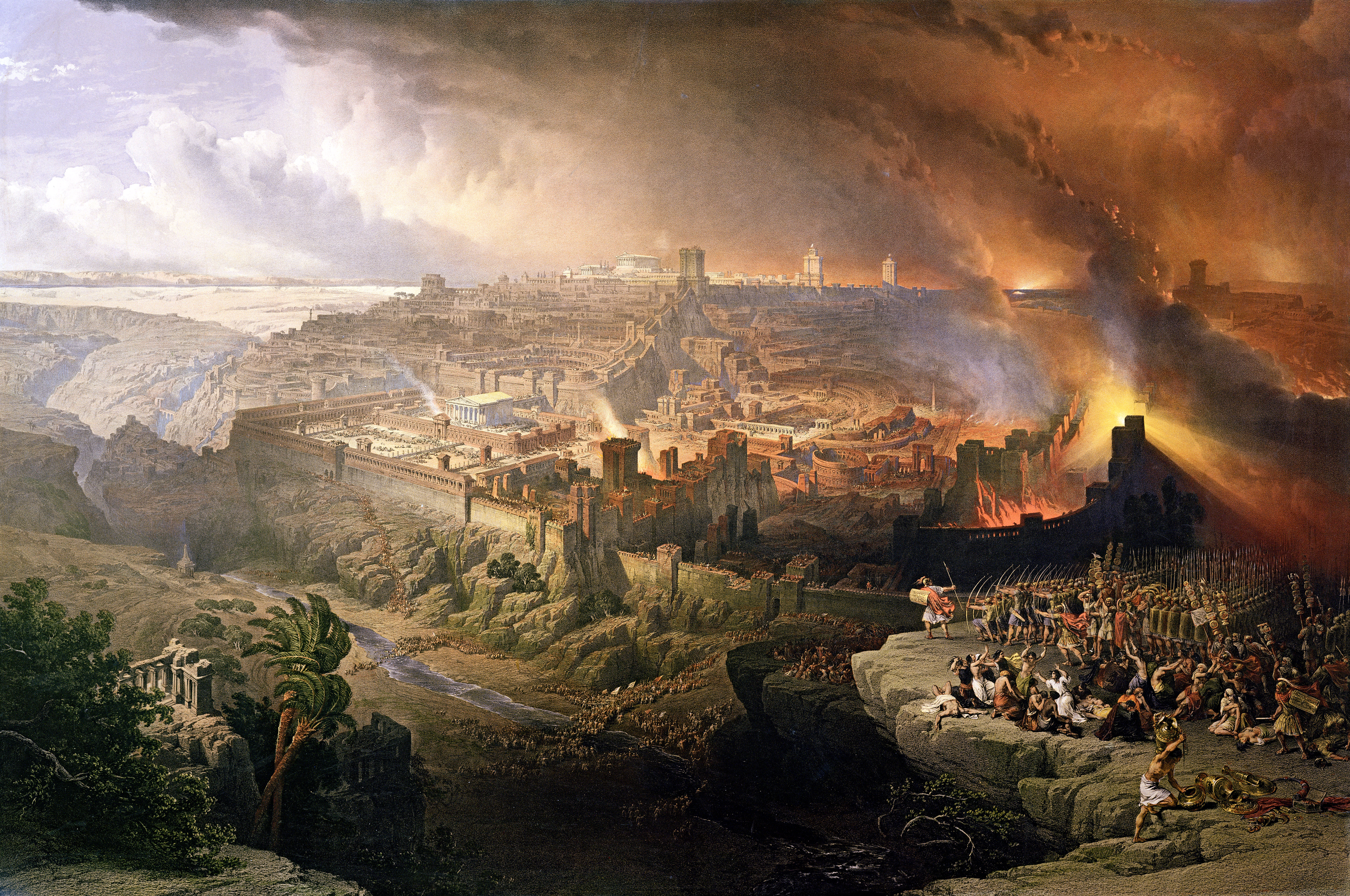
Siège et destruction de Jérusalem par les Romains qui provoquèrent l'exil de milliers de juifs à la fin du Ier siècle EC (tableau de David Roberts, 1850)
Expulsion des communautés juives européennes entre 1110 et 1600 ; les noms des pays qui expulsent sont en caractères noirs, ceux des pays d'accueil sont en caractères rouges (parmi lesquels des pays arabes).
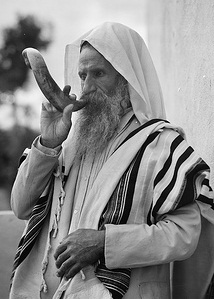
Un juif yéménite qui sonne du chophar (entre 1934 et 1939)
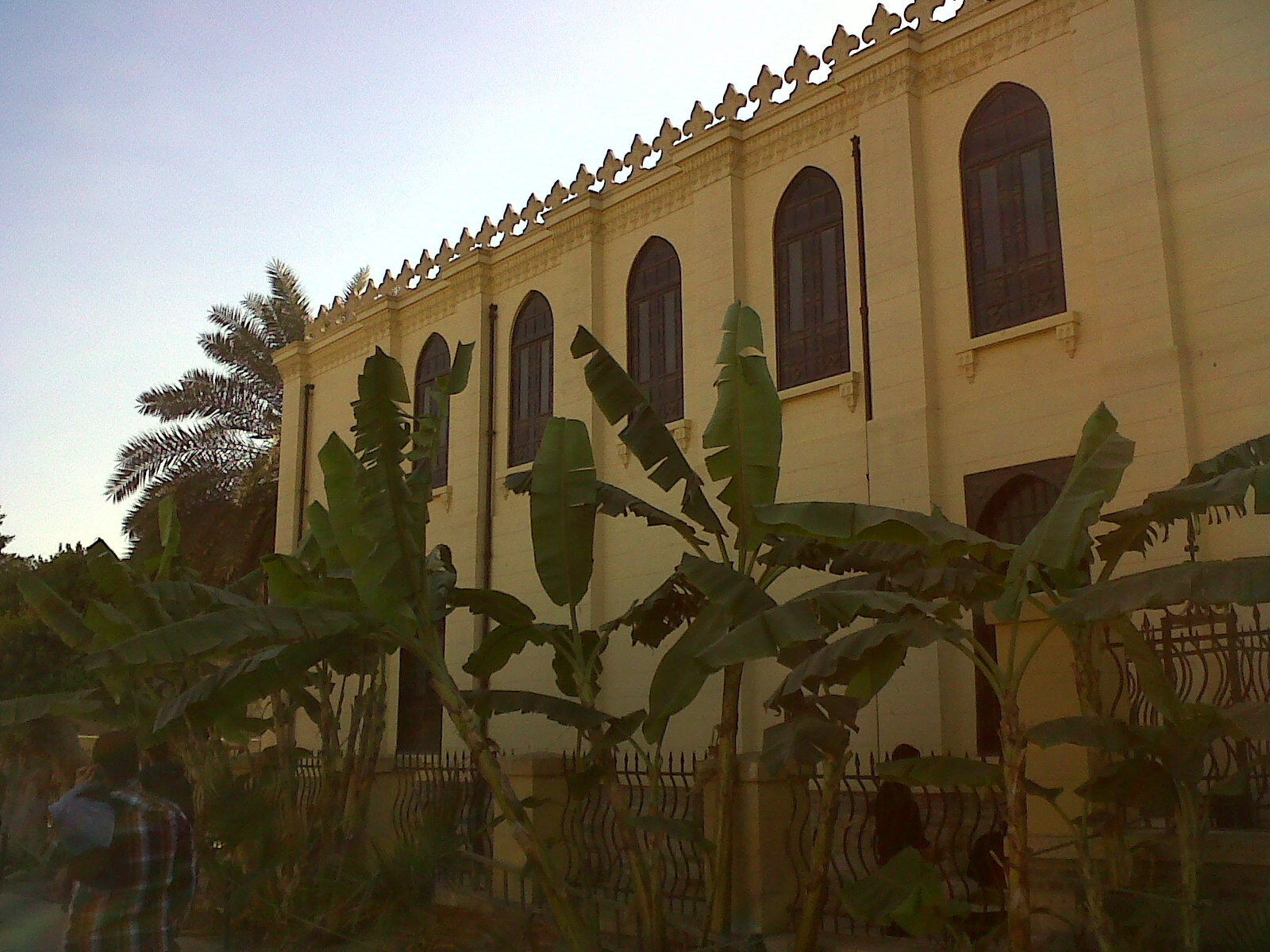
La Synagogue Ben Ezra du Caire en Égypte, qui mêle l'architecture chrétienne, arabo-islamique, et des ornements juifs
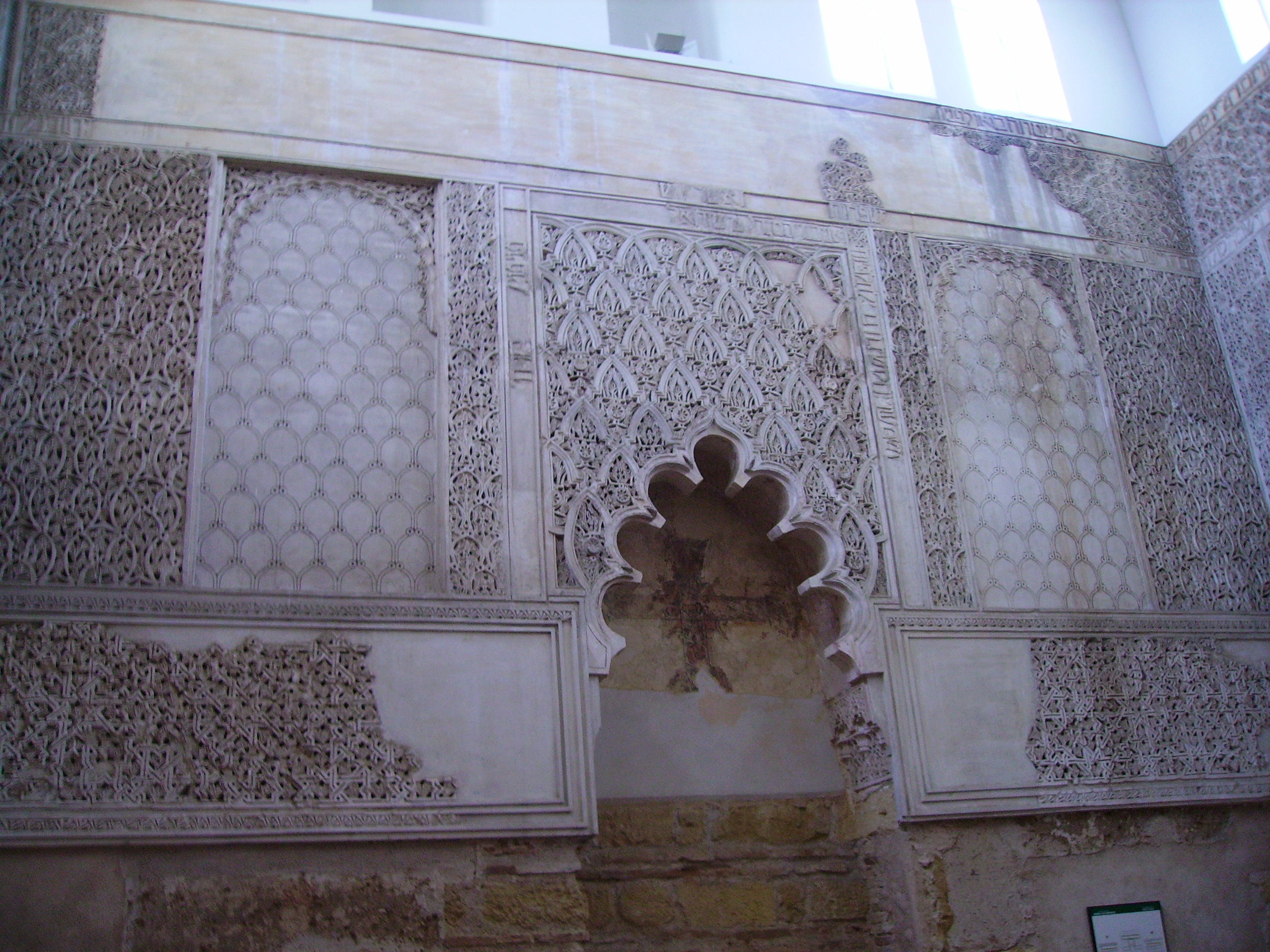
Mur ouest de la Synagogue de Cordoue, ornée dans style mudéjar
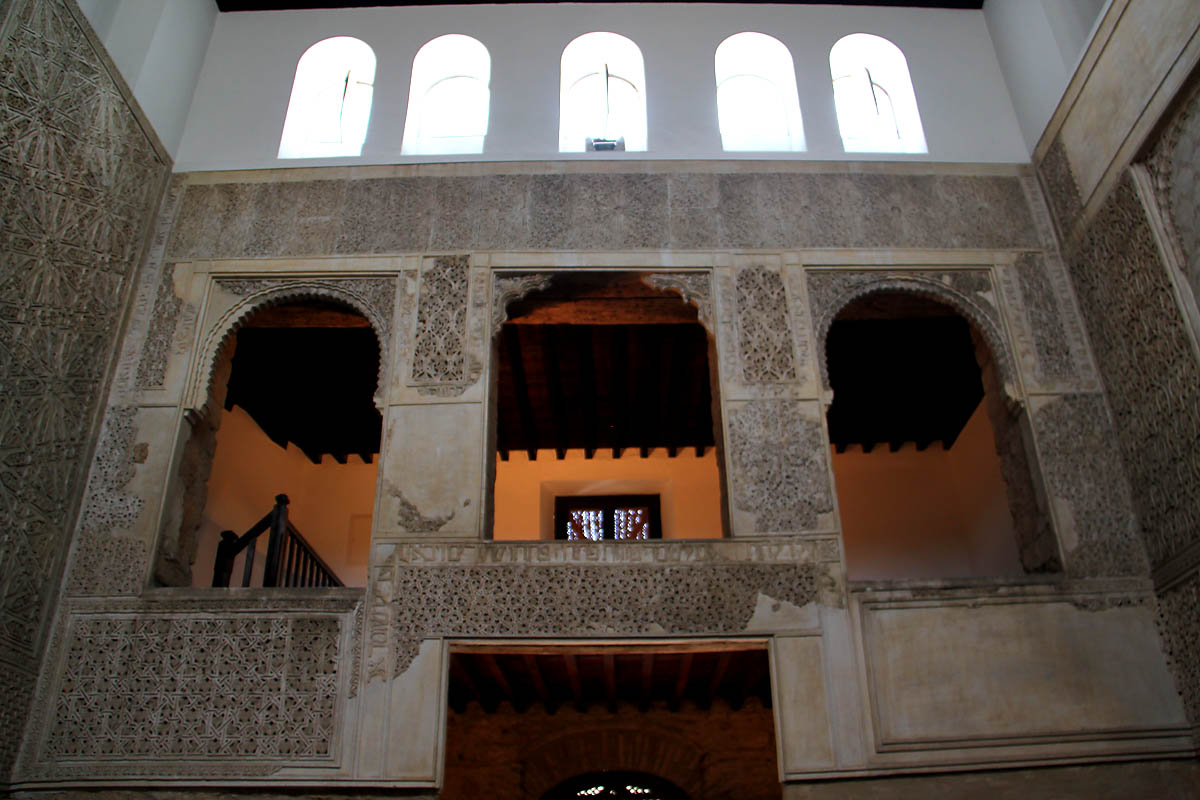
Mur sud de la Synagogue de Cordoue.
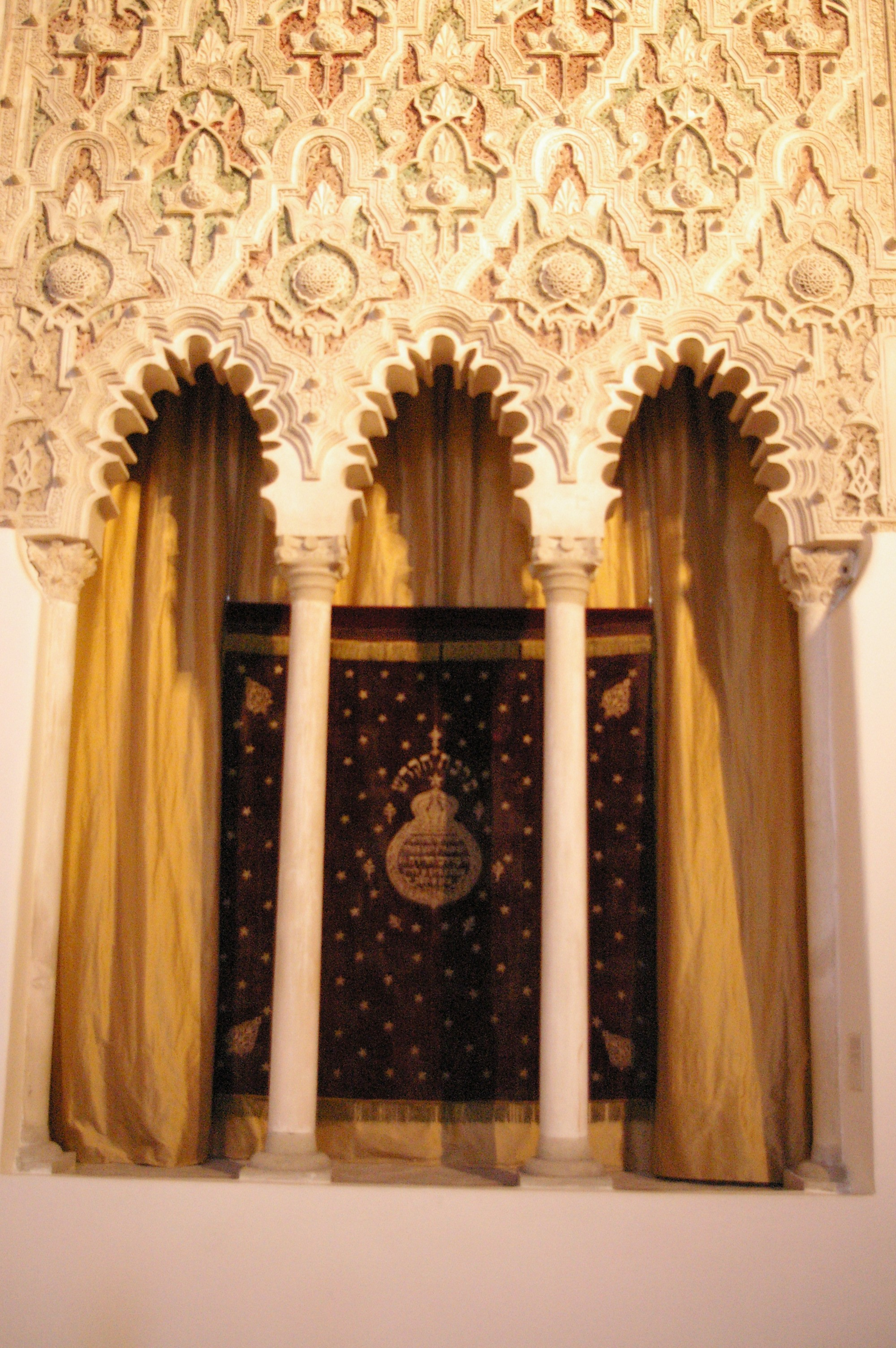
L'arche sainte de la synagogue El Tránsito de Tolède, dont l'intérieur reprend les éléments typiques de l'architecture mudéjar
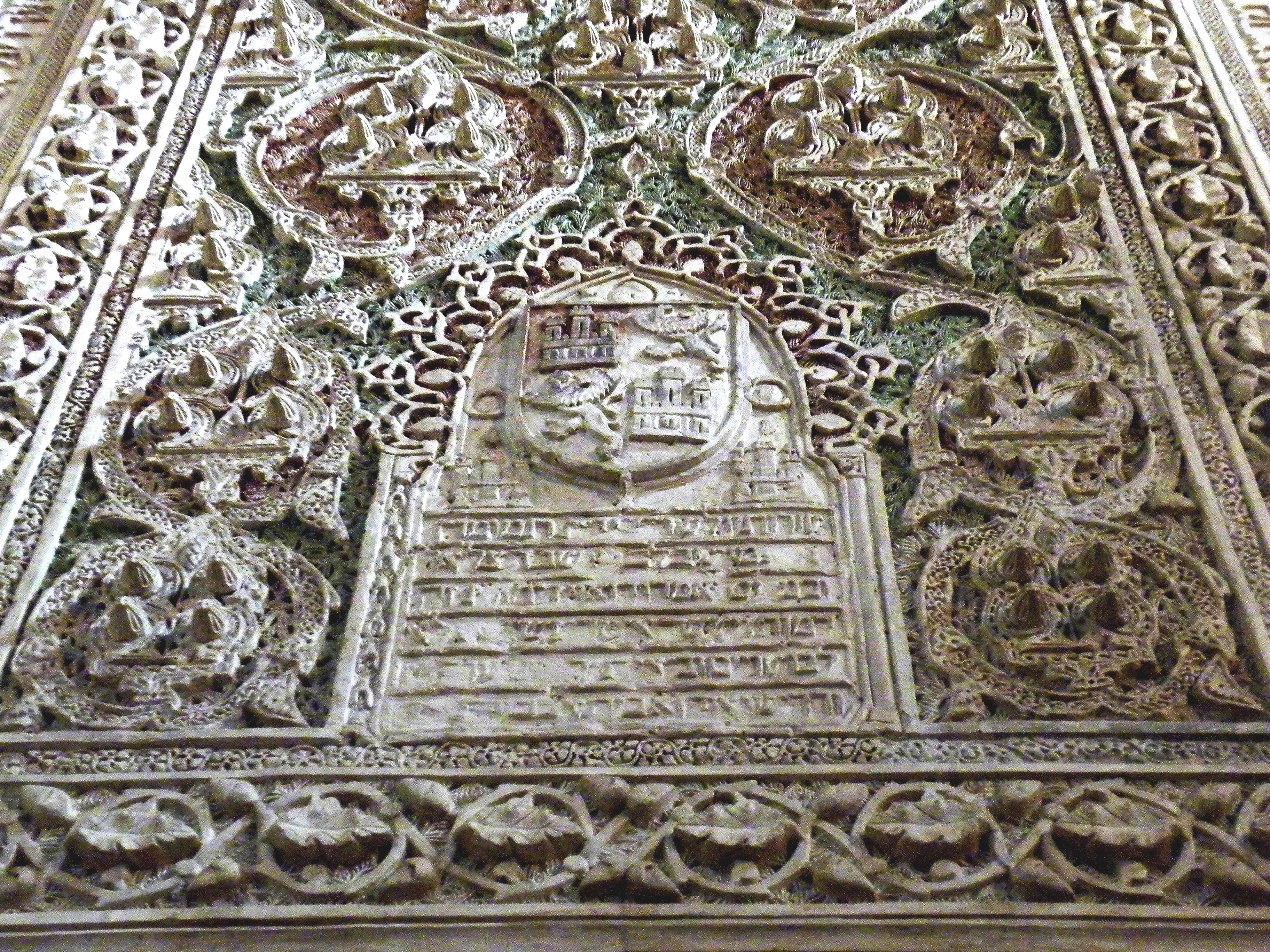
Synagogue El Tránsito de Tolède, détails du mur est.
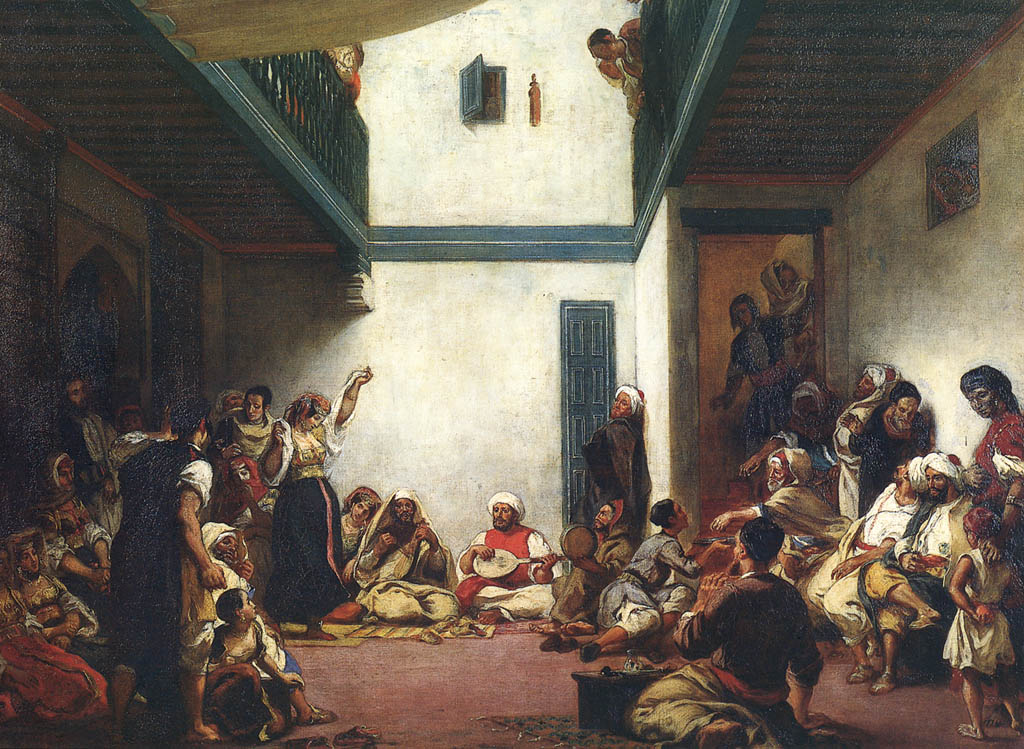
Mariage juif au Maroc (ou la Noce juive), Eugène Delacroix, 1841.
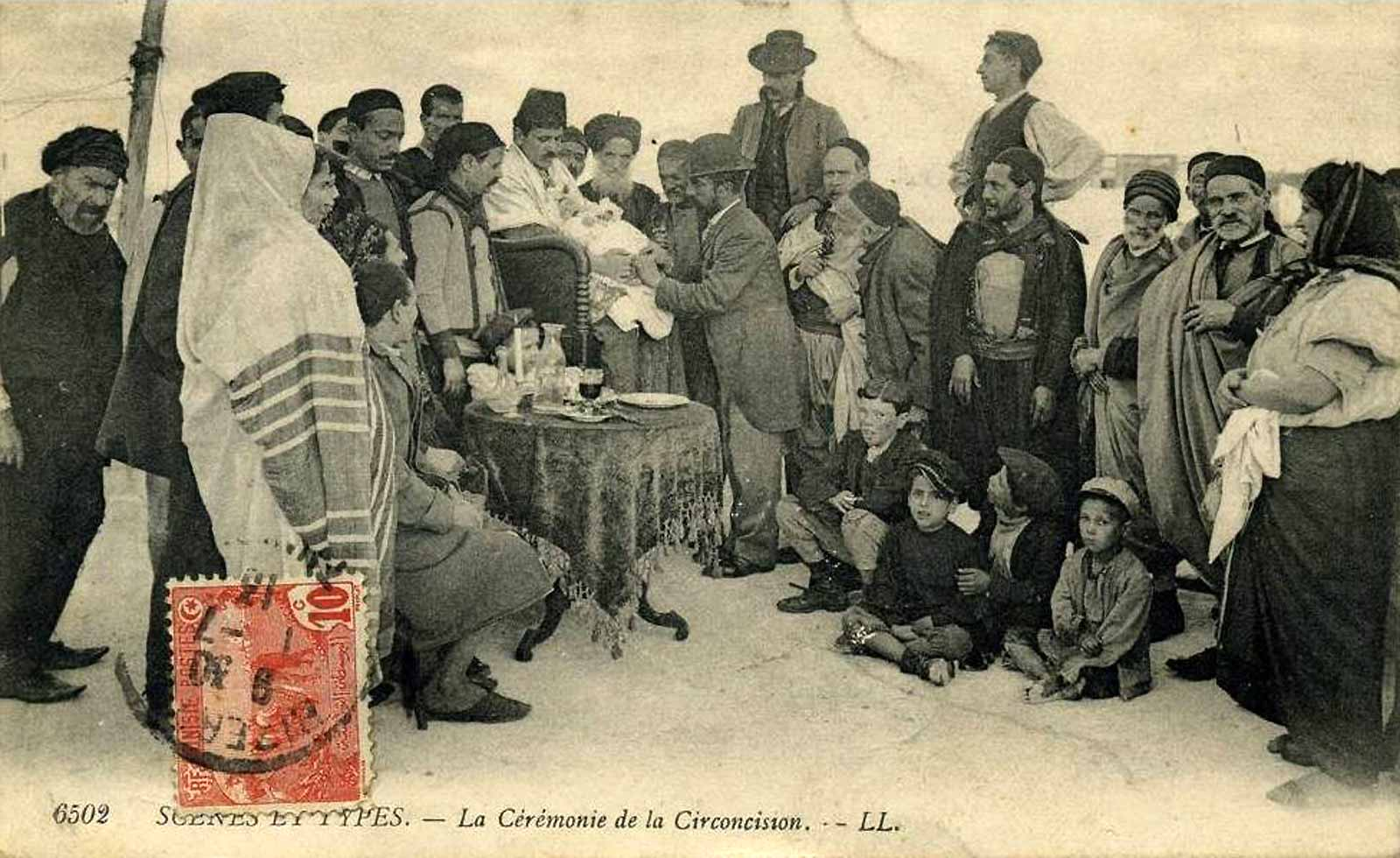
Cérémonie de la circoncision en Tunisie vers 1900
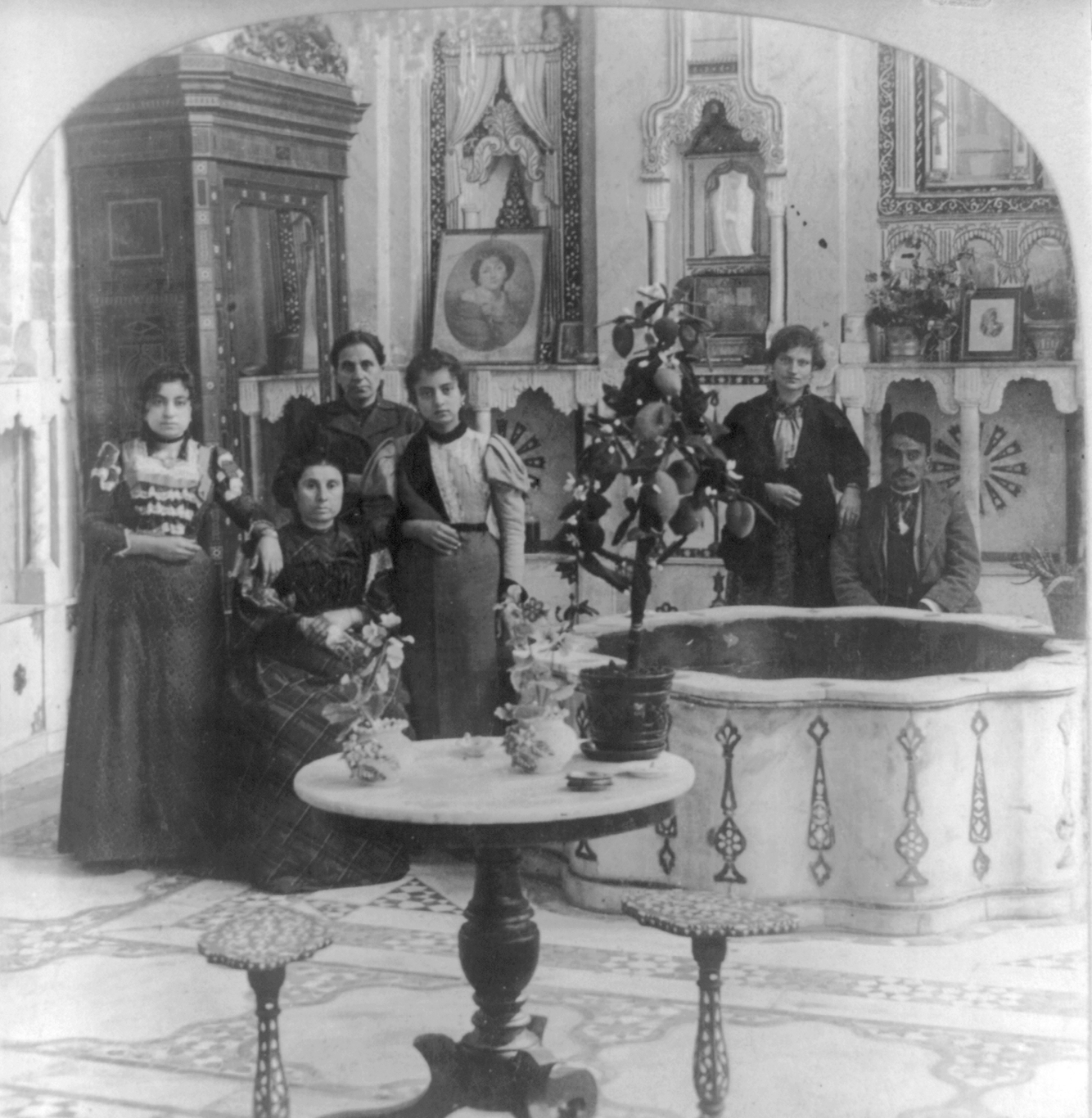
Famille juive dans sa maison de Damas, Syrie ottomane, 1910
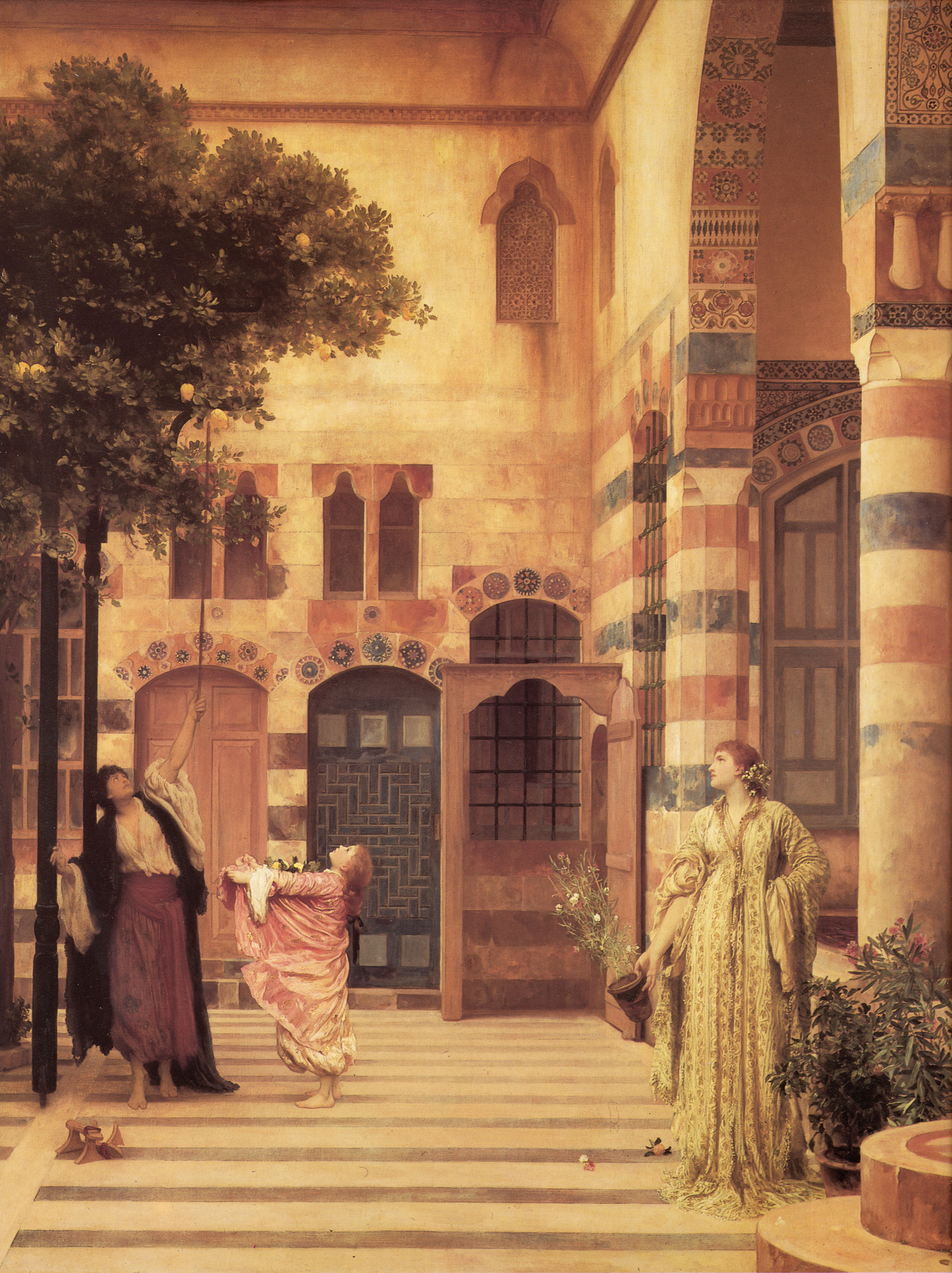
Le quartier juif du vieux Damas, tableau de Frederic Leighton, 1874
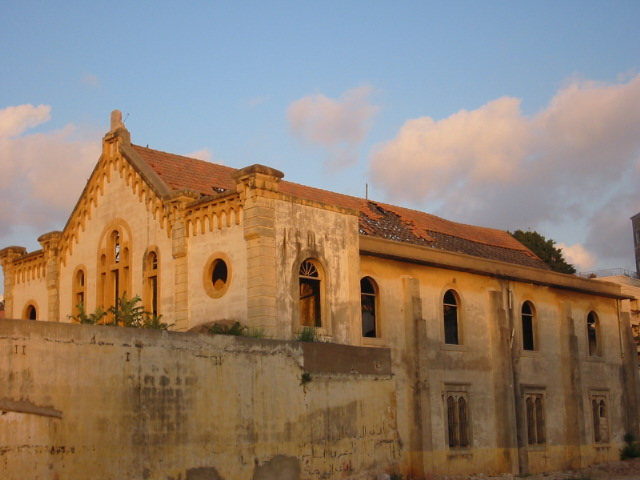
Synagogue Magen Abraham de Beyrouth
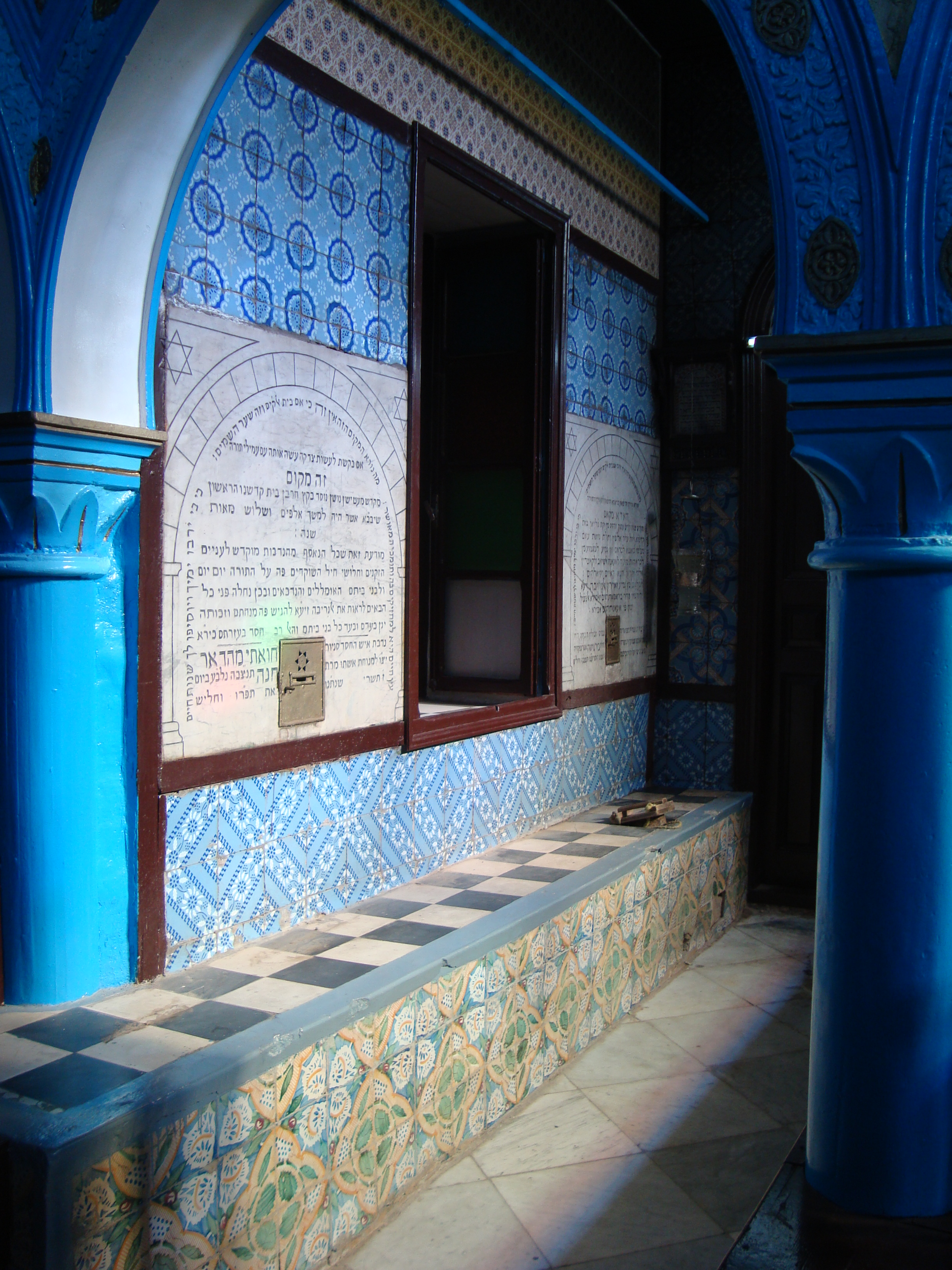
Intérieur de la synagogue de la Ghriba à Djerba
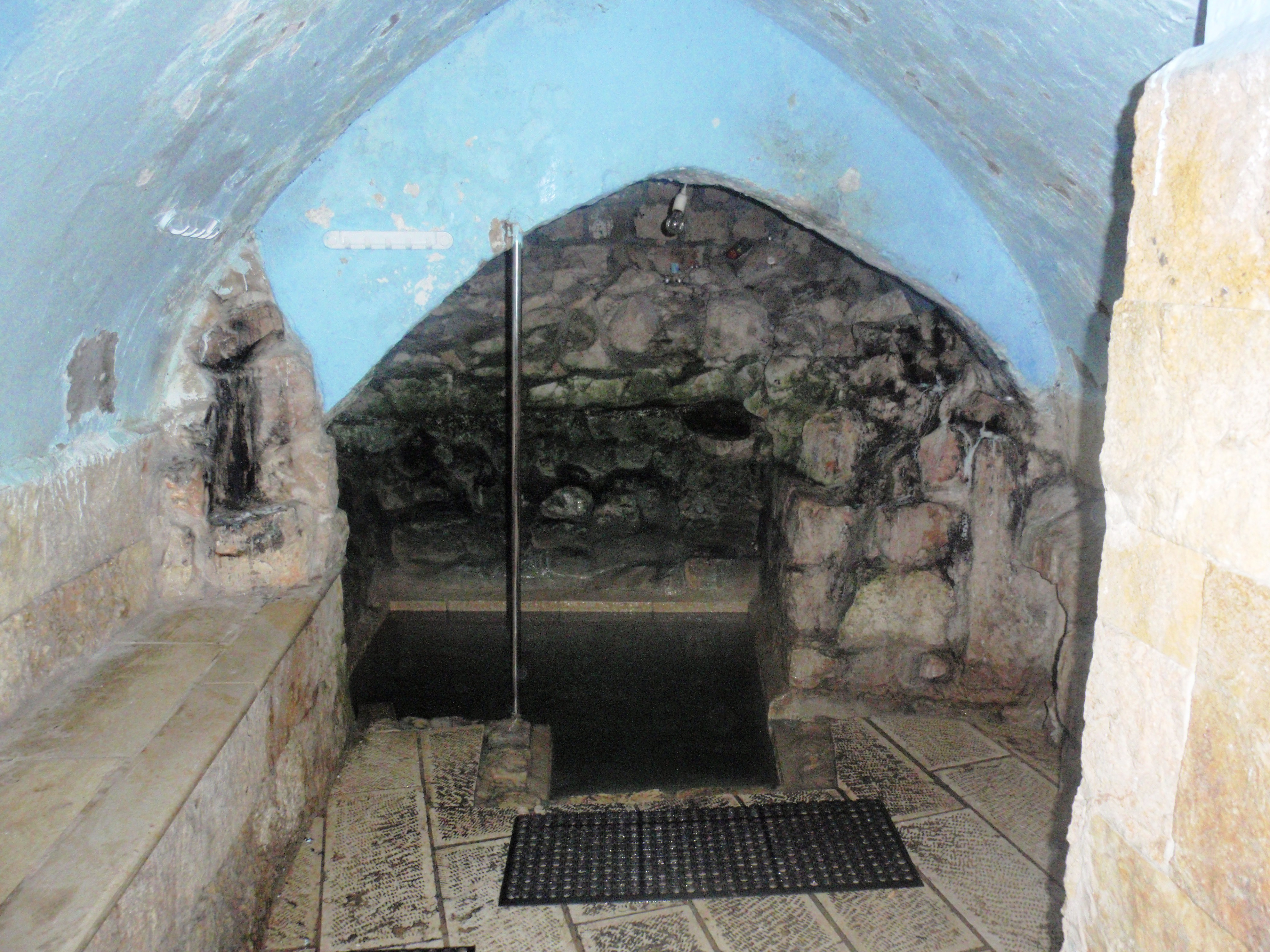
Mikvé ou bain rituel à Safed
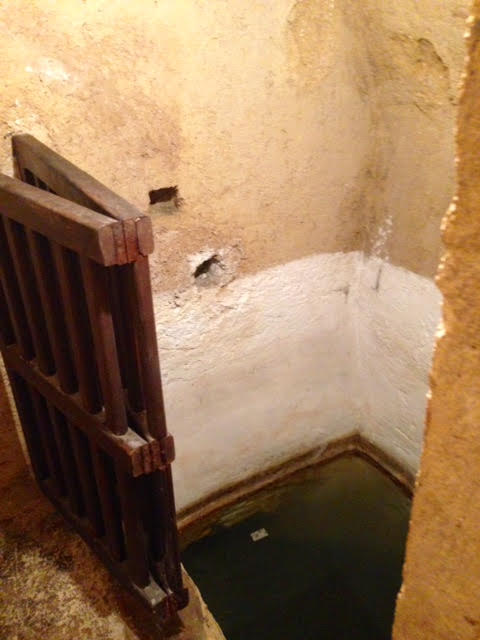
Mikvé à Fès
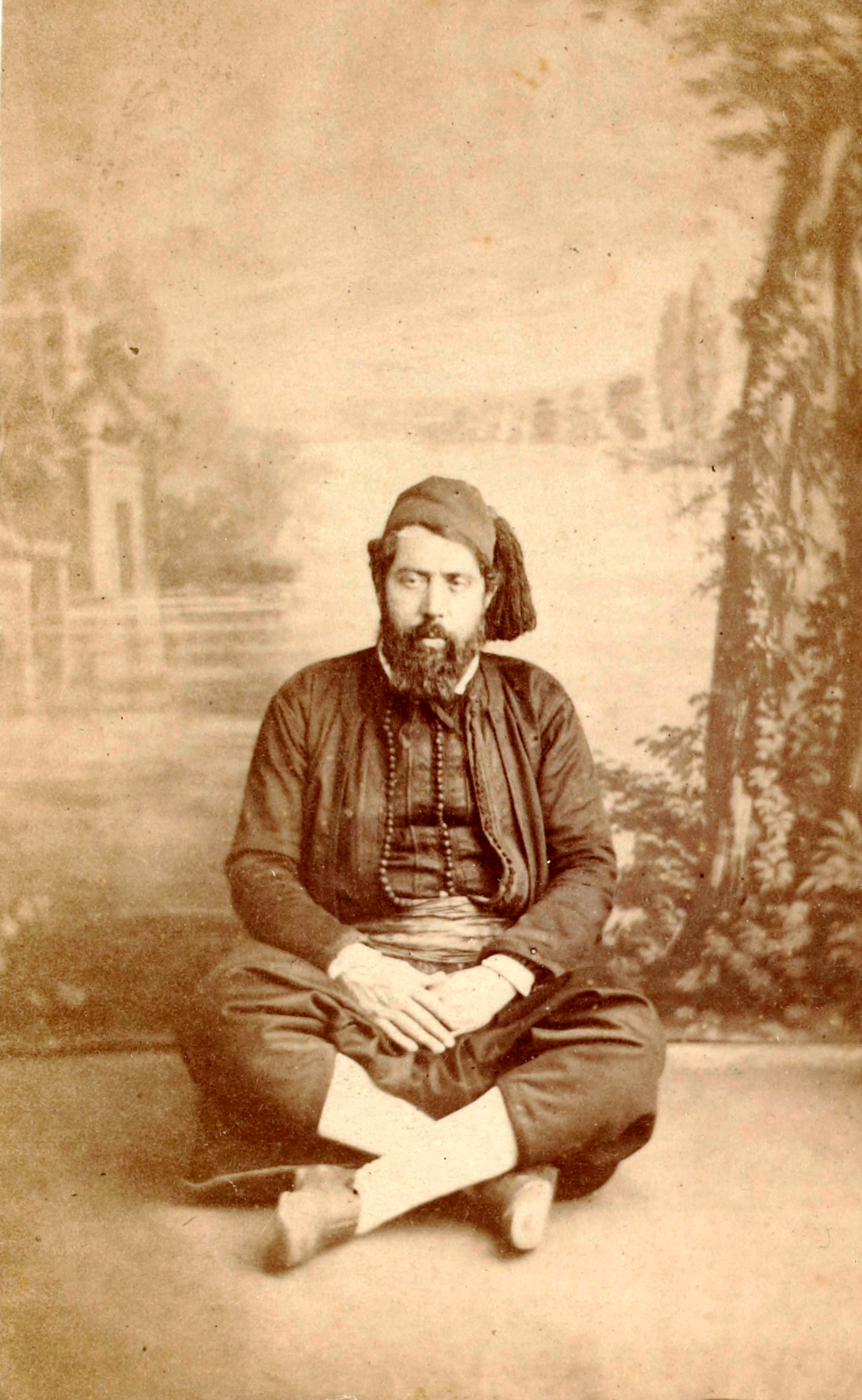
Mardochée Aby Serour, explorateur et rabbin marocain (1826-1886)
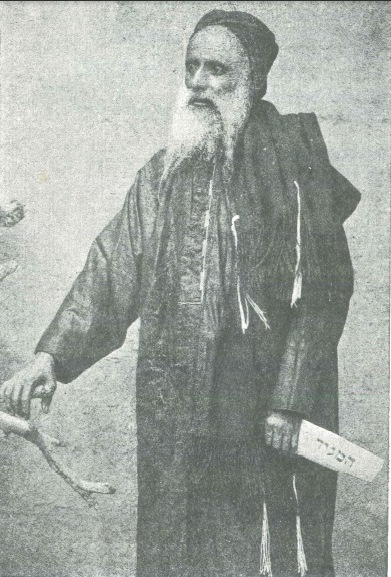
Hayyim Habshush, rabbin yéménite, auteur d'un récit de voyage (1833-1899)
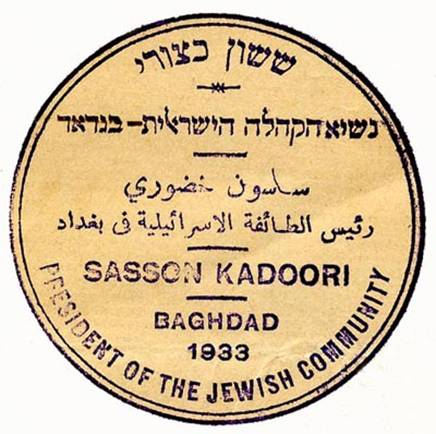
Les documents officiels des institutions juives arabes au XXe siècle associaient souvent trois langues, l'arabe, l'hébreu et l'anglais ou le français.

## Terminologie

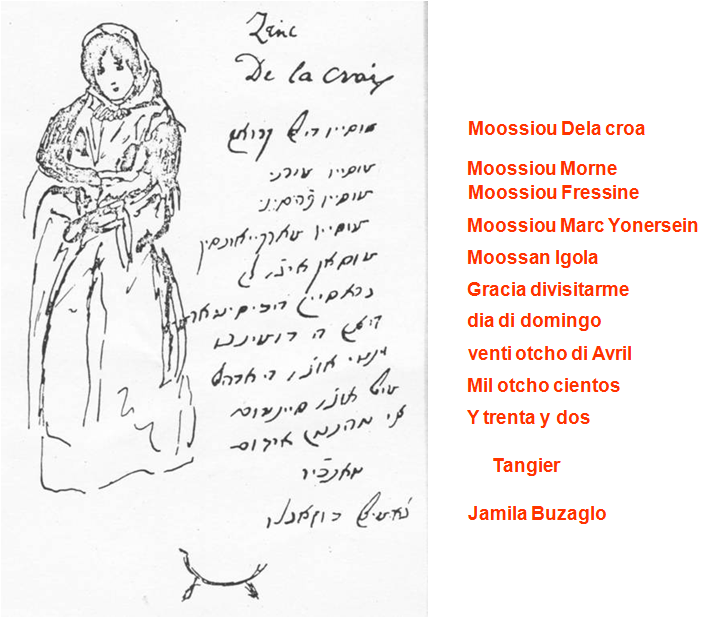
Lettre de la Juive Jamila Buzaglo au peintre Delacroix, écrite en haketia, Tanger au Maroc (juin 1832).

Si l'expression « Juifs arabes » est assez communément utilisée pour désigner les Juifs ayant vécu dans les pays arabes et aujourd'hui très peu nombreux, si elle est parfois considérée comme « paradoxale », l'historien Georges Bensoussan écrit qu'il vaudrait mieux parler de « Juifs vivant dans les pays arabes », et non de « Juifs arabes », parce que selon lui « ils n'ont pas été acceptés au sein de la nation arabe […]. La distance qui sépare les communautés se vérifie tout au long du XXe siècle ».
De plus, au sens strict, il faut faire la distinction entre Juifs arabes et Juifs séfarades qui tous ont pu vivre dans les pays arabes : les Juifs arabes sont originaires des pays arabes, particulièrement du Moyen-Orient (Juifs Mizrahim), quand les Juifs séfarades sont originaires de la péninsule ibérique et particulièrement d'Andalousie. Les Séfarades ayant été chassés au plus tard au XVIe siècle d'Espagne ou du Portugal, ont émigré massivement en Afrique du Nord et dans l'Empire ottoman et se sont plus ou moins vite intégrés aux Juifs vivant depuis toujours dans les pays musulmans. Dans certains cas, les sépharades ont maintenu une identité distincte, notamment par la pratique de variantes du judéo-espagnol comme le tetuani ou le haketia.

## Liturgie: musique, langues

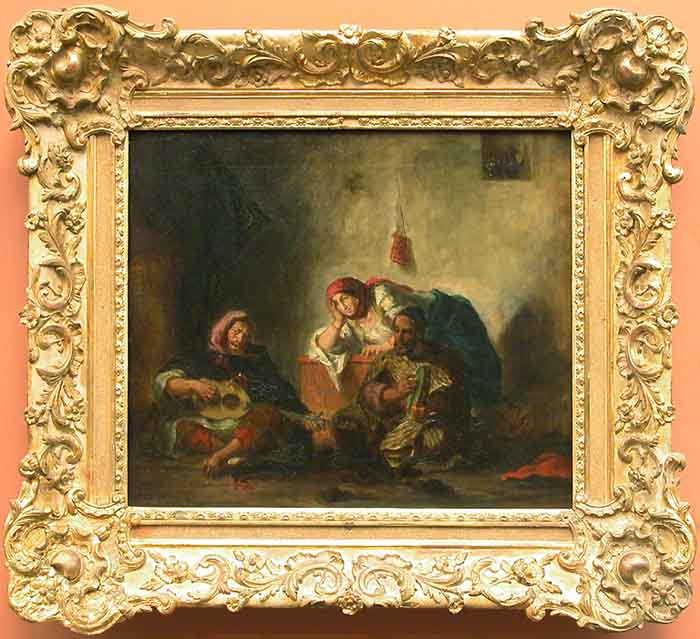
Musiciens juifs de Mogador (Maroc), E. Delacroix (1847)

L'intervention de la musique arabe et, dans certains cas, de l'arabe dans la liturgie juive se manifeste notamment dans la composition des piyyoutim, poèmes religieux destinés à être chantés pendant l'office.
« La pratique qui consiste à renouveler l'office en ne cessant de le réécrire sous une forme poétique commença probablement en Palestine byzantine ». Des piyyoutim ont été composés depuis les temps préislamiques et en grand nombre jusqu'au XIIe siècle (cette pratique perdure à l'époque moderne). Les gueonim ont cherché à unifier la liturgie et la pratique religieuse en général et pour cela, ils ont essayé de supprimer les piyyoutim. S'ils ont réussi à imposer une liturgie canonique, « les geonim cependant ne parvinrent jamais à bannir la poésie de la synagogue ». « La poésie demeura un trait majeur de la liturgie de langue arabe où elle conserva l'essentiel de sa liberté et de sa diversité ».
À la suite de la conquête arabe « les mélodies arabes s'introduisirent dans les chants synagogaux ». Sous l'influence de la musique arabo-andalouse, les piyyoutim accordèrent une importance plus grande au rythme.
Sur le plan pratique, la musique juive intégra des instruments comme le oud, luth arabe.
Sur le plan de la théorie, Saadia Gaon dans son Livre des croyances et des opinions au Xe siècle développe des considérations sur les principes de la musique influencées tant sur le plan musical que sur le plan philosophique par la pensée arabe, notamment par les traités du philosophe Al-Kindi (IXe siècle), qui analyse l'effet des différents modes musicaux sur l'âme humaine.
« Au Xe siècle, l’Espagne devint le plus grand centre de production de piyyutim. Pendant les cinq siècles qui suivirent, ce genre littéraire fleurit au contact direct de la poésie arabe. À la différence du piyyut ancien ou classique, le piyyut espagnol emprunta à la poésie arabe (qasida) de nombreuses caractéristiques formelles de première importance dans le domaine de la rime et du rythme. C’est ainsi que les procédés métriques de la poésie arabe furent adaptés à la poésie hébraïque sous le nom de yetodot ».

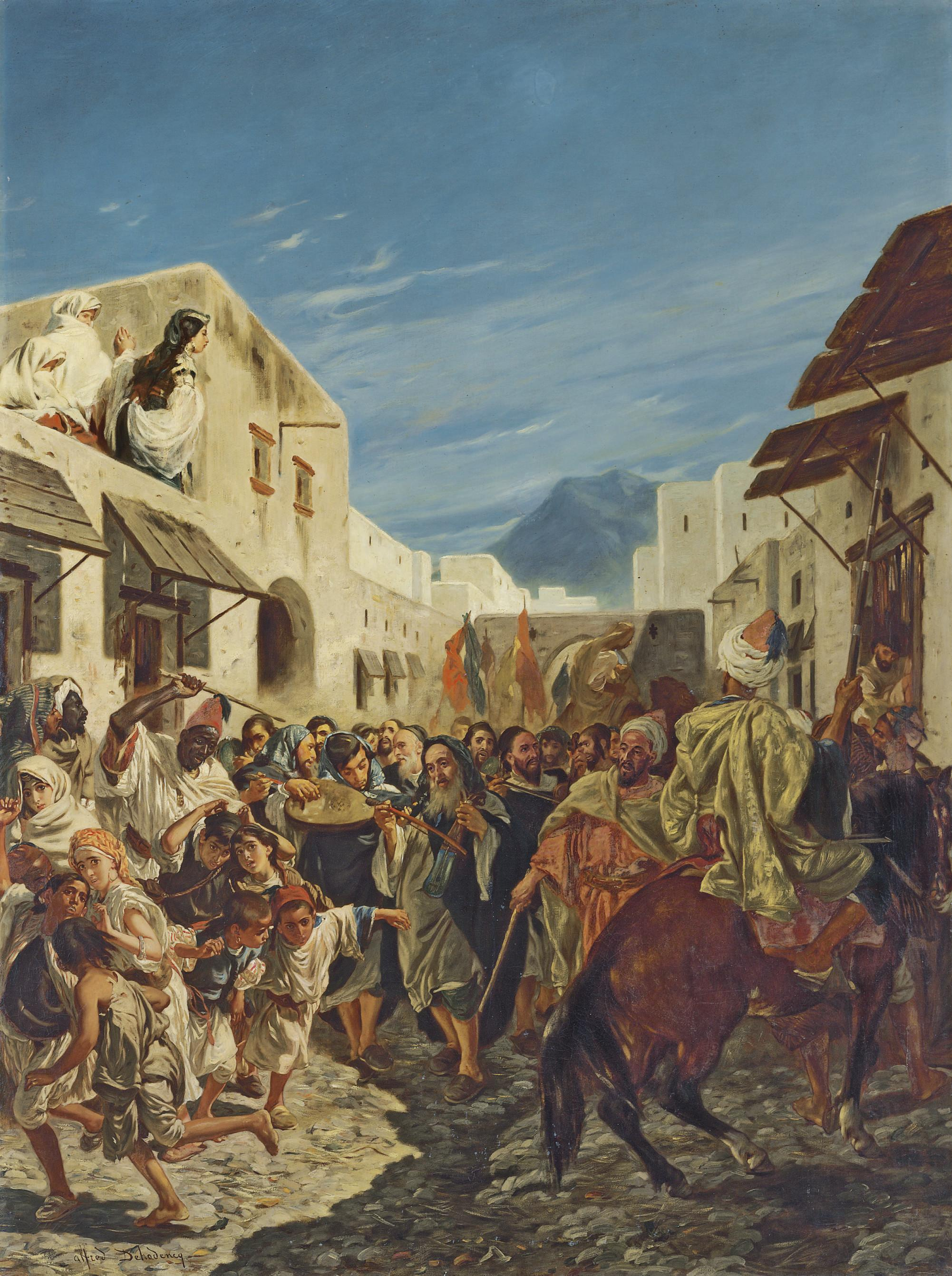
Musiciens juifs dans les rues de Tétuan par Edme Alexis Alfred Dehodencq (1822–1882)

Salomon ibn Gabirol écrivit en hébreu et en arabe un grand nombre de piyyoutim, dont certains font partie aujourd'hui encore du rite séfarade (notamment pour le Yom Kippour).
Les poètes juifs ont eu recours à plusieurs formes de mariage de l'hébreu et de l'arabe : ils ont parfois remplacé les paroles d'origine d'un chant arabe par des paroles hébraïques ; ou alors, ils ont alterné des vers hébraïques et des vers arabes, créant ainsi des textes bilingues.
- Premier cas : « la fidélité des Juifs du Maghreb au chant andalou apparaît dans les mécanismes de substitution du texte hébraïque au texte arabe primitif ; le premier se conformant aux lois prosodiques du second, se pliant ainsi aux exigences de sa métrique et respectant jusqu’à l’emplacement des vocalises de liaison (yala-lan) et de nanisation (na-na). Les deux versions musicales concordent parfaitement et les lignes mélodiques se recouvrent exactement. Mais, au niveau de la thématique, les textes ne se superposent en aucune façon : le poète juif a des préoccupations qui concernent la foi et la liturgie, alors que les compositions qu’il adapte sont souvent de caractère profane, véhiculant une poésie laudative ou érotique »[84]
- Deuxième cas : dans le poème bilingue du genre matruz (c'est-à-dire « poésie brodée ») alternent des vers hébraïques et arabes de même mètre. L'historien Haïm Zafrani donne en exemple un texte où dans les stiques hébraïques le poète exalte la grandeur de Dieu, tandis que dans les vers arabes, le poète évoque l'amour et la séparation de l'être aimé[85].

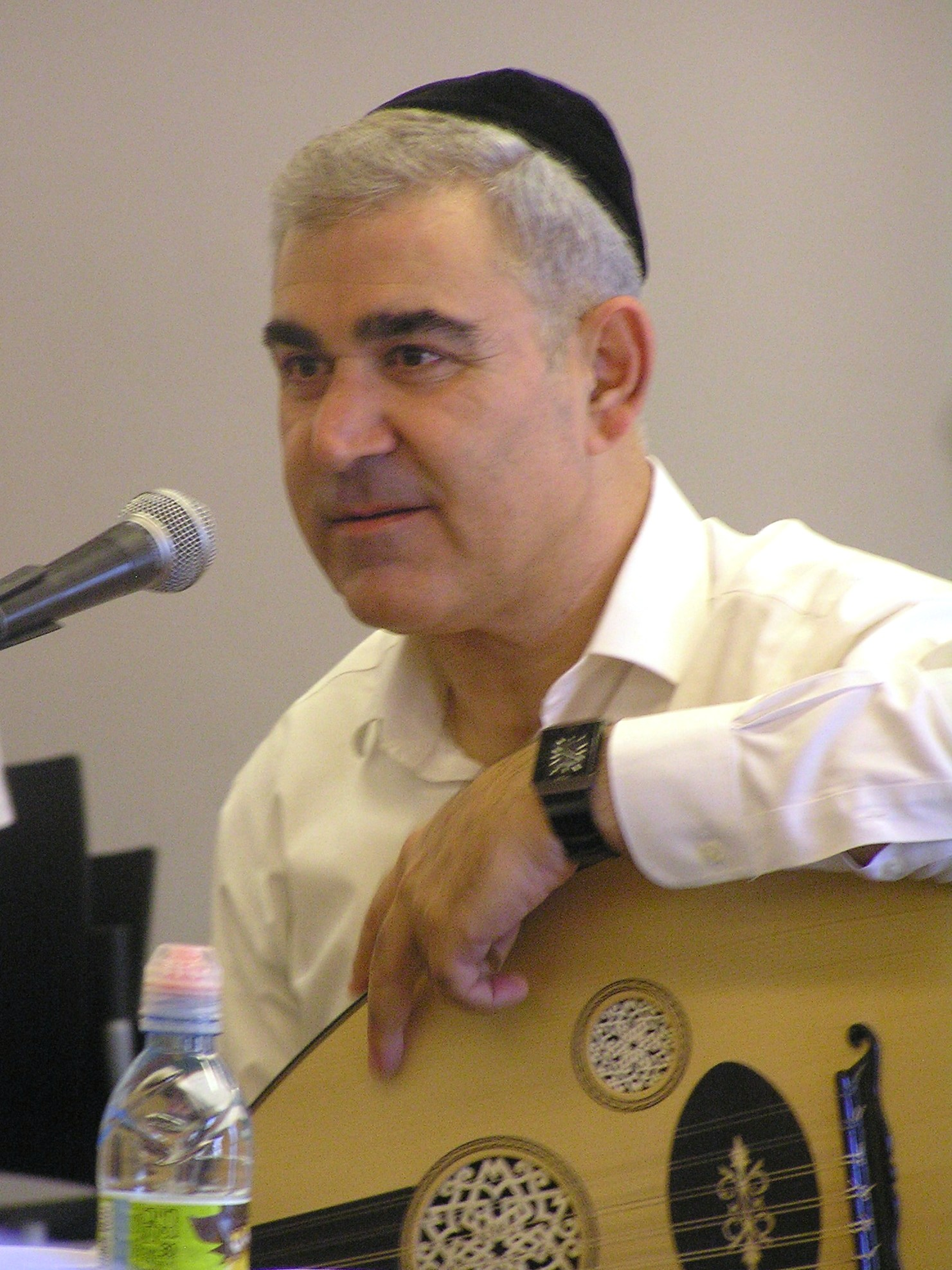
Moshe Habusha au luth.

Dans les mariages et autres cérémonies, la langue arabe pouvait se substituer à l'hébreu ; les musiciens juifs des communautés du Maghreb jouaient et chantaient les mouachah originels en arabe classique ou en dialecte andalou.
Aujourd'hui en Israël, un paytan (poète-musicien liturgique) comme Moshe Habusha, originaire d'Irak, petit-fils du hazzan Gurji Yair, chante des poèmes hébreux liturgiques sur des airs d'Oum Kalsoum, de Farid El Atrache, Daoud Hosni (en), Zakaria Ahmed et Mohammed Abdel Wahab. Cette tradition est également suivie à la synagogue égyptienne de Brooklyn. Selon l'anthropologue Michèle Baussant, « l’utilisation d’un répertoire religieux musical en arabe peut être ou non mobilisée non seulement pour exprimer de manière acceptable et « légitime » la spécificité d’un judaïsme reconnu et/ou considéré aujourd’hui comme égyptien, mais aussi pour transmettre des valeurs, des représentations ou encore revendiquer un lien à l’Égypte, à une culture arabe conçue comme non contradictoire avec une identité israélienne et /ou juive ».

## Apport culturel

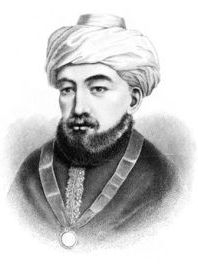
Le philosophe Moïse Maïmonide

Cet apport est particulièrement remarquable pendant l'âge d'or de la culture juive en Espagne. C'est à cette époque que fleurissent les plus grands poètes judéo-espagnols, parmi lesquels Salomon ibn Gabirol, Moïse ibn Ezra et Juda Halevi. Au XIIe siècle, le philosophe Moïse Maïmonide est aussi un des plus éminents rabbins et des plus célèbres médecins du Moyen Âge.

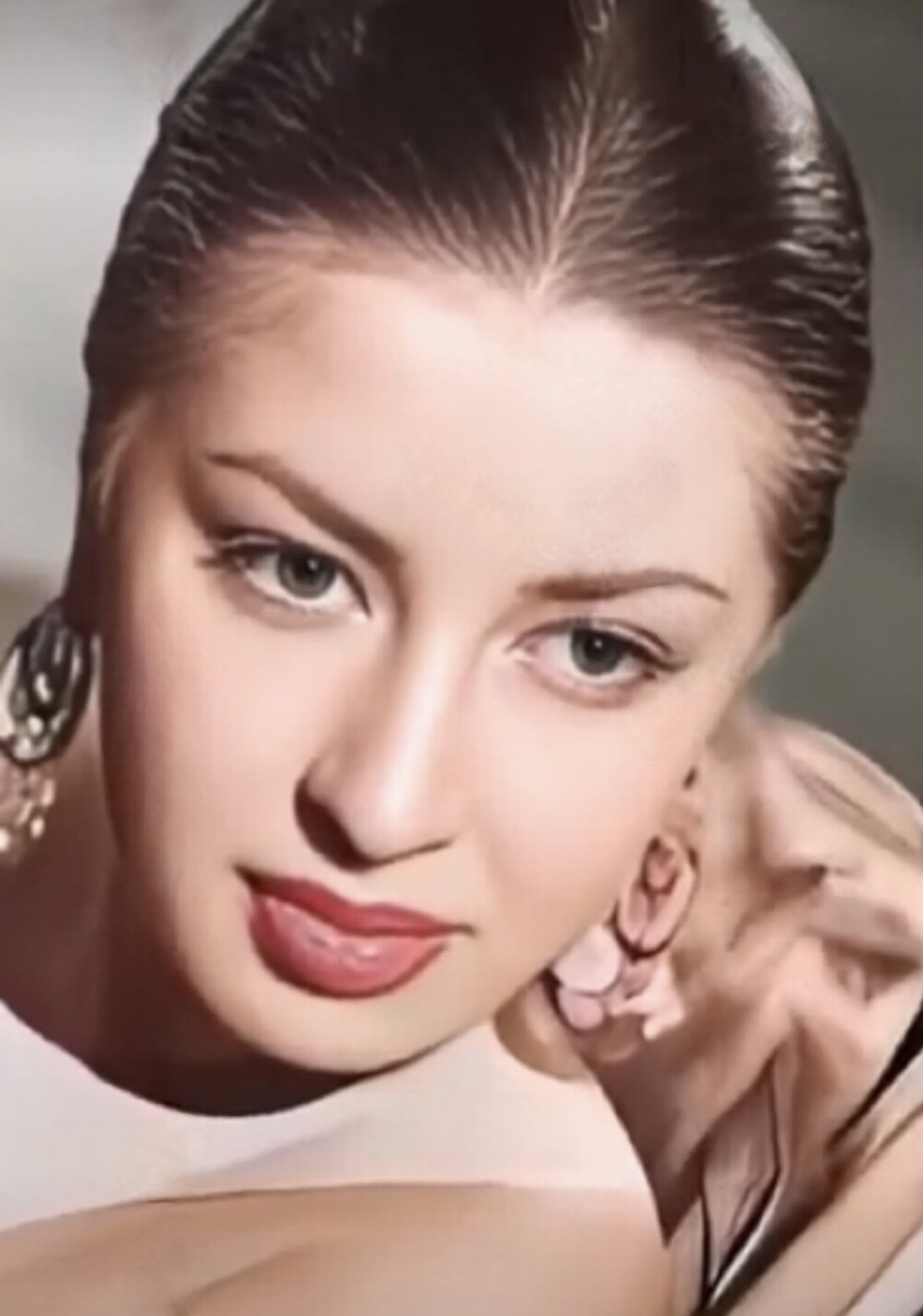
Camelia (Lilian Victor Cohen), actrice égyptienne (1949)

Dans les années 1930-1950, dans un contexte où le cinéma égyptien était puissant et cosmopolite, les Juifs égyptiens ont pris part à l'aventure du cinéma de leur pays. « Le réalisateur Togo Mizrahi [juif d'Alexandrie] fait partie des pionniers du cinéma égyptien ». « L’apport principal de Togo Mizrahi au cinéma égyptien est d’avoir participé à forger le style même du fameux mélodrame musical égyptien qui s’exporte dans tout le monde arabe ». Il a dirigé la chanteuse Oum Kalthoum dans Sallama en 1945. Il fait souvent appel à des acteurs juifs comme Jenian Rafat, Bahiga Almahadi, Satla Bouzaglo, Victoria Farhi ; la plus connue est l'actrice et chanteuse Leila Mourad, dont il a contribué à lancer la carrière, et qui partagea l'affiche avec Mohammed Abdel Wahab, star incontestée du monde arabe (en 1938, dans Yahia el houb, "Vive l'amour"). De nombreux acteurs juifs ont accédé à la notoriété en Égypte, comme Negma Ibrahim, Raqia Ibrahim (Rachel Abraham Levy), (en) Elias Moadbab, Camelia (Lilian Victor Cohen), Albert Mouribi, etc.
En Égypte et en Irak notamment, à la fin du XIXe siècle et jusque dans les années 1920, des intellectuels juifs ont fondé des journaux en langue arabe et participé activement à la vie culturelle et politique de leur pays, en militant souvent contre le colonialisme européen et en faveur des idées nationalistes arabes. Ainsi Yaqub Sanu (1839-1912), juif égyptien favorable au nationalisme arabe, a créé en 1877 le journal satirique Abou Naddara (l'homme aux lunettes), qui a valu à son fondateur des années d'exil ; c'est le premier journal en langue arabe à présenter des caricatures, dont les légendes étaient rédigées en arabe et en français ; c'est aussi le premier journal à faire usage du dialecte égyptien (plutôt que de l'arabe littéral) ; chaque numéro était tiré à plus de 3 000 exemplaires. 
Dans l'Irak des années 1920, Salman Shina a été le fondateur d'un journal juif en langue arabe, Al Misbah (La Lanterne). Anwar Shaul (né en 1904) a fondé le journal Al Hasid (Le Moissonneur) (hebdomadaire, de 1929 à 1938), qui ne s'adressait pas un public spécifiquement juif, et défendait un patriotisme irakien, en opposition au mandat britannique. « Les Irakiens juifs se pensaient et se voyaient comme des Arabes, en raison d’abord de l’émergence d’un nationalisme irakien-arabe qui faisait de l’usage de la langue arabe le marqueur déterminant de l’appartenance à la nation. Anwar Shaul réussit avec d’autres à construire une authentique identité arabe-juive, reflet de la volonté de la communauté de s’intégrer au sein de l’élite arabe, tout en préservant ses spécificités religieuses ».

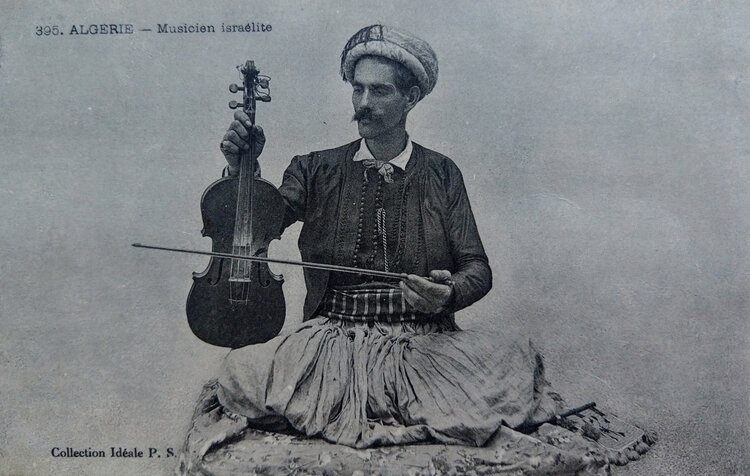
Musicien juif d'Algérie (1910)

« Dans l'Algérie coloniale, la musique arabe doit beaucoup aux musiciens juifs ». Edmond Yafil (1874-1928), juif indigène né à Alger, a contribué à « la sauvegarde de la musique arabe andalouse » : d'une part, il a participé à la transcription de plusieurs dizaines de mélodies arabes andalouses, qu'il réunit dans un ouvrage Majmû’âtes Al Aghânî Wal Alhân Min Kalâm Al Andalus (Ensemble de chants et de mélodies du patrimoine andalou) publié en 1904 ; d'autre part, il fonde en 1909 une école de musique arabe qui deviendra en 1911 « El Moutribia ». Aussi, « en 1922, Yafil, héritier du cheikh Sfindja, maître de la musique arabo-andalouse, se voit attribuer, sous l’insistance et avec la bénédiction des élus musulmans, soucieux de restaurer la personnalité algérienne, la chaire de musique arabe au conservatoire ».

## Personnalités célèbres

### Hommes d'État
- Plusieurs monarques du royaume yéménite d'Himyar ; les premiers sont Abîkarib As'ad et ses corégents qui se convertissent au judaïsme à la fin du IVe siècle EC. Les derniers sont Rabiah ibn Mudhar (en) et Yusuf Dhu Nuwas au VIe siècle.
- Hasdaï ibn Shaprut, juif andalou du Xe siècle, ambassadeur du calife de Cordoue Abd al-Rahman III.
- Samuel ibn Nagrela, juif andalou du XIe siècle, vizir et chef d'armée du sultan.
- Joseph ibn Nagrela, juif andalou du XIe siècle, vizir, fils du précédent ; il s'est rendu impopulaire et est mort assassiné.

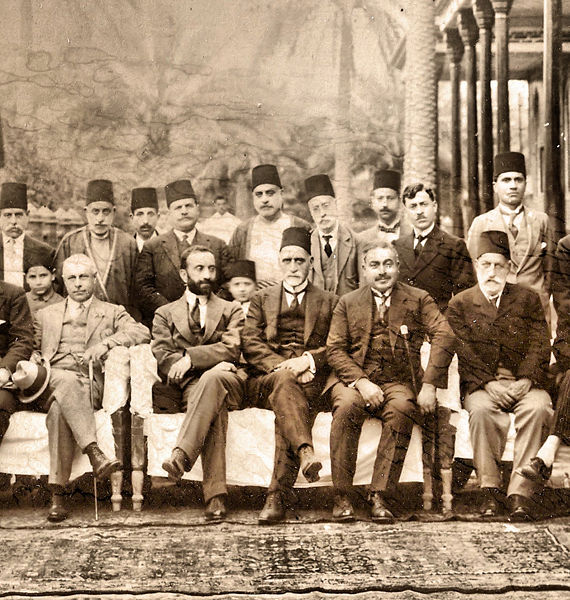
Le ministre Sassoon Eskell assis au centre (portant un tarbouche sur la tête) et assis à sa gauche, le roi d'Irak Fayçal Ier

- Yaqub ibn Killis, juif né à Bagdad au Xe siècle, vizir en Égypte du calife fatimide Abu Mansur Nizar al-Aziz Billah (à l'âge de 37 ans, il s'est converti à l'islam pour favoriser sa carrière politique).
- Sadaqa ibn Yusuf al Fallahi, juif du Xe – XIe siècle, vizir, s'est également converti à l'islam pour parvenir aux plus hautes fonctions de l'Empire fatimide[99].
- Abû Sa‘d al-Tustarî, juif égyptien du XIe siècle, vizir du calife fatimide Al Mustansir[100].
- Yekoutiel ben Isaac ibn Hassan, juif andalou du XIe siècle, ministre du roi taïfa de Saragosse, Ahmad ibn Sulayman al-Muqtadir.
- Abu al-Fadl Hasdai, juif andalou du XIe siècle, vizir de l'émir houdide de Saragosse, Ahmad Ier al-Muqtadir (il est le petit-fils de Hasdaï ibn Shaprut).
- Abraham ben Meïr ibn Mouhajir, juif andalou du XIe siècle, vizir de l'émir abbadide Al Mutamid ibn Abbad de Séville[101].
- Almería, dans Al-Andalus, au XIe siècle, eut un vizir juif dont on ne connaît pas le nom, mort assassiné[102].
- Abraham bar Hiyya Hanassi, juif andalou des XIe – XIIe siècles, ministre de la police, sahib as-shorta.
- Abou Ayyoub Salomon ibn Almouallem et Abou-l-Hassan Abraham Ben Meir ibn Kamnial, juifs andalous du XIIe siècle, médecins, avaient le titre de vizir à la cour de Ali ben Youssef, deuxième souverain de la dynastie des Almoravides[103].
- Haroun Ibn Batash, juif marocain du XVe siècle, vizir du dernier sultan mérinide, Abu Muhammad Abd al-Haqq[104].
- Joseph Nassi, duc de Naxos, Juif turc du XVIe siècle
- Samuel, Joseph, et David Pallache, juifs marocains du XVIIe siècle, ambassadeurs[105].
- Haim Farhi (en), juif du XVIIIe – XIXe siècle, originaire de Damas, vizir de Djezzar Pacha le gouverneur de Saint-Jean-d'Acre.
- Sassoon Eskell, juif irakien du XXe siècle, ministre en Irak dans les années 1920.
- Joseph Aslan de Cattaoui Pasha, juif égyptien du XXe siècle, ministre du roi Fouad dans les années 1920 ; il a également été élu à l'Assemblée législative en 1914, puis député en 1922, et il a participé à la Commission qui préparait une nouvelle Constitution en 1923[106]. Il est nommé sénateur par le roi en 1927 et président de la commission des Finances entre 1931 et 1934[107].
- Haïm Nahum Effendi, juif égyptien du XXe siècle, sénateur à l'Assemblée législative ; "il rédigeait les discours du roi Fouad dont il était un des conseillers les plus écoutés[108]" ; par ailleurs, linguiste et juriste.
- Léon Benzaken, ministre juif marocain dans les années 1950.
- Albert Bessis, ministre juif tunisien dans les années 1950.
- Serge Berdugo, ministre juif marocain dans les années 1990 et ambassadeur depuis 2006.
- Ebrahim Daoud Nonoo (en), juif bahreïnite (d'origine irakienne) du XXe siècle, membre de l'Assemblée nationale de Bahreïn.
- Roger Bismuth, parlementaire juif tunisien élu à la Chambre des conseillers en 2005.
- Houda Nonoo, juive bahreïnite née en 1964, ambassadrice de Bahreïn aux États-Unis de 2008 à 2013.

### Savants, philosophes, écrivains
- Samaw'al (al-Samaw'al Ibn 'Âdiyâ), poète juif du VIe siècle EC, qui a vécu dans l'actuelle Arabie saoudite. L'amitié qui le liait à Imrou'l Qays, considéré comme le plus grand poète préislamique arabe, a contribué à sa célébrité.
- Ka'b ibn al-Ashraf, poète juif arabe du VIIe siècle EC, un des chefs de la tribu juive des Banu Nadir à Médine. Par son père polythéiste, il était apparenté, selon Tabari[109], à la tribu de Quraych, dont Mahomet était lui-même issu. Il aurait composé des poèmes satiriques contre Mahomet, qui aurait commandé son assassinat. Ka'b aurait été tué par son frère de lait, devenu compagnon de Mahomet, et par plusieurs hommes armés qui le prirent en traîtres.
- Saaya ibn Urayd, poète juif arabe du VIIe siècle EC ; certains de ses poèmes sont repris dans le Livre des Chansons (Kitâb al-Aghânî), anthologie poétique du Xe siècle, qui propose un florilège de la poésie des Juifs d'Arabie. "Ce choix de textes semble montrer qu'à l'époque du Kitâb al-Aghânî, des fragments remontant à des poètes juifs étaient non seulement chantés, mais sélectionnés sous patronage officiel. Ainsi de ceux de Samaw'al, de Saaya ibn Urayd, Abu l-Zannad al-Adimi, que mit en musique Ibn Muhriz[110]".
- Al-Rabi ibn Abu al-Huqayq (en), juif du VIIe siècle, ayant vécu à Médine dans l'actuelle Arabie Saoudite, de la tribu Banu Nadir ; Moïse ibn Ezra le cite parmi les poètes arabes juifs dans son traité de rhétorique Kitab al-Muhadharah (Rev. Ét. Juives, xxi.102).
- Juda ibn Quraysh, juif des IXe – Xe siècles, originaire de Tiaret en Algérie, a écrit en arabe une étude comparée des langues sémitiques, intitulée Lettre (Risāla ; traduite en hébreu sous le titre d’Iggeret).
- Isaac Israeli ben Salomon, juif des IXe – Xe siècles, originaire d'Égypte, une des figures de la communauté juive de Kairouan en Tunisie, auteur d'ouvrages de philosophie et de médecine en arabe, notamment le Livre de la sagesse (Kitab al-Ḥikmah), un livre sur la logique (Kitab al-Madkhal fi al-Mantiḳ) ; parmi les traités médicaux, le Livre sur les remèdes et les aliments (Kitab al-Adwiyah al-Mufradah wa'l-Aghdhiyah), un Livre sur l'urine (Kitab al-Baul).
- Dounash ibn Tamim, Abou Sahl en arabe, juif du Xe siècle, une des figures de la communauté juive de Kairouan (Tunisie), a écrit en arabe le Commentaire sur le Livre de la création, auquel le philosophe Jacob ben Nissim ibn Shahin, également juif de Kairouan a apporté la touche finale. Il a écrit par ailleurs des traités d'astronomie, pour l'un d'eux, à la demande du calife Ismâ`îl al-Mansûr, et des traités médicaux, souvent cités par des auteurs musulmans.

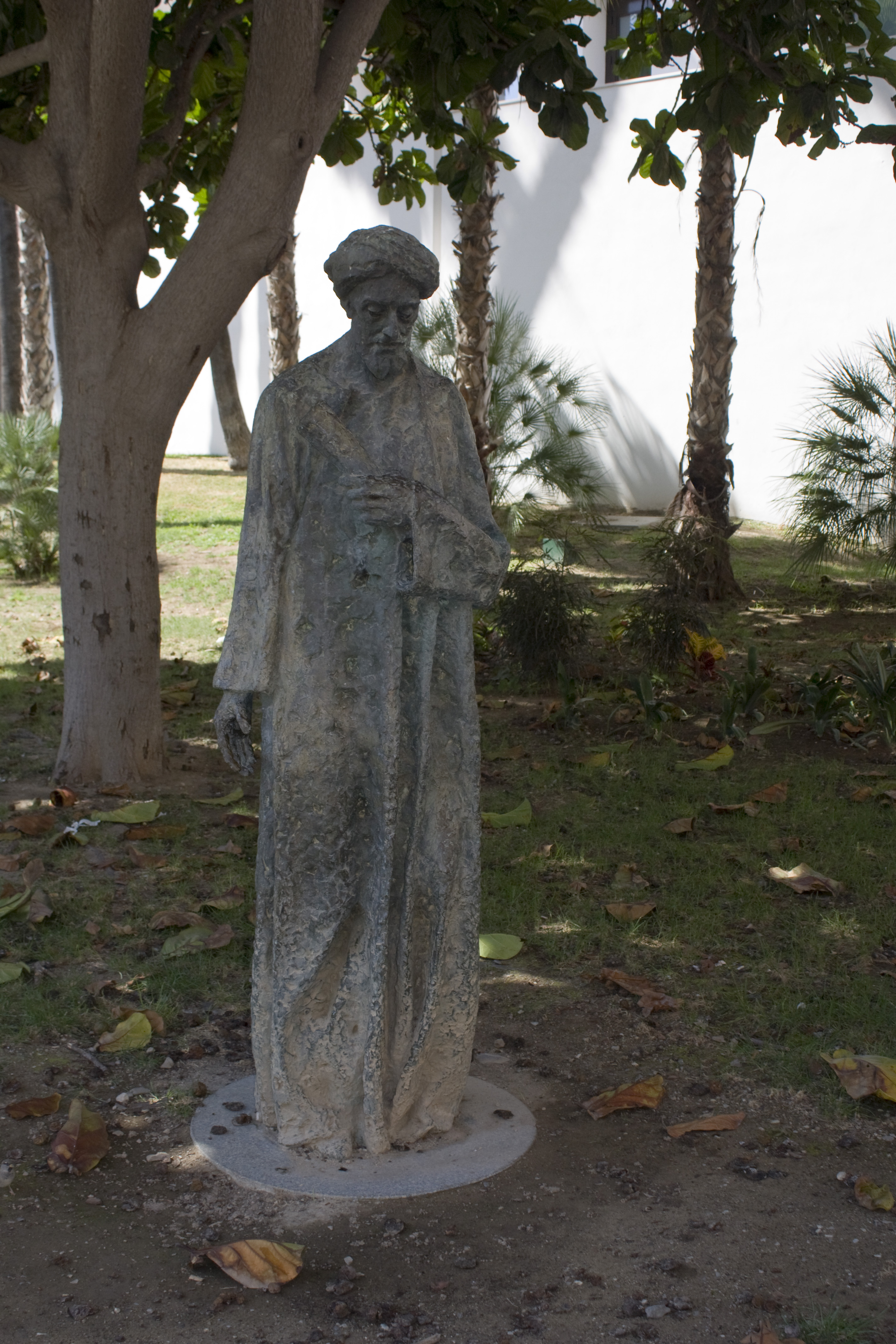
Statue du philosophe Salomon ibn Gabirol dans un jardin de Malaga

- Saadia Gaon, juif du Xe siècle, originaire d'Égypte, a traduit et commenté la Bible hébraïque en arabe ; il a écrit nombre de ses ouvrages dans cette langue, comme Le livre des croyances et des opinions (Kitâb al-amanat wa'l'i'tikadat), le Livre de la langue des Hébreux (Kitāb faṣīḥ lughat al-ʿibrāniyyīn), grammaire de la langue hébraïque destinée à des étudiants arabophones, etc.
- Jacob Qirqisani (en)(Abu Yusuf Yaqub al-Qirkisani), juif du Xe siècle, probablement originaire d'Irak (son nom semble indiquer une localité proche de Bagdad, Qarqasan, l'ancienne Circesium[111]), exégète et théologien karaïte, a écrit ses ouvrages en arabes, par exemple Le Livre des lumières (un commentaire des parties du Pentateuque qui traitent des lois, Kitāb al-’Anwār).
- Salmon ben Yeruham, juif du Xe siècle, de l'école de Jérusalem[112], exégète karaïte, a écrit en arabe un commentaire des Psaumes (voir The Arabic commentary of Salmon ben Yeruham the Karaite on the book of Psalms, chapters 42-72. Edited from the unique manuscript in the State Public Library in Leningrad by Lawrence Marwick, 1956).
- David ben Abraham al-Fassi, juif du Xe siècle originaire de Fès au Maroc, a écrit en arabe un dictionnaire, le Livre contenant une collection de mots (Kitab Jami' al-Alfaẓ ; en hébreu Egron), intégrant une comparaison lexicologique de l'arabe et de l'hébreu.
- Yaphet ben Ali (ou Yefet ben Ali), juif du Xe siècle originaire de Bassorah en Irak, installé à Jérusalem, exégète karaïte, a écrit en arabe un commentaire de tous les livres de la Bible hébraïque[113].
- Levi ben Yefet, fils du précédent, juif des Xe – XIe siècle, a écrit en arabe le Livre de la bénédiction (Kitab al Ni'ma), qui expose et défend le mutazilisme, doctrine théologique musulmane reposant sur le rationalisme et la logique ; il s'inscrit dans le mouvement du mutazilisme juif[114]
- Haï Gaon, juif babylonien du Xe – XIe siècle, a écrit en arabe certains de ses ouvrages, notamment un livre sur les serments, et un traité sur les marchés et les ventes[115].
- Joseph ben Abraham (en) (en arabe Yusuf al-Basir), juif du XIe siècle, qui a vécu en Irak ou en Perse (au moment où ce pays était arabisé), théologien karaïte, a écrit en arabe le Livre de la distinction (Kitāb Al-Tamyiz) et s'inscrit dans le mouvement du mutazilisme juif.
- Aaron de Jérusalem (en arabe Abu al-Faraj Harun), juif du XIe siècle résidant à Jérusalem, grammairien karaïte, auteur de plusieurs ouvrages, tous en arabe, par exemple le Livre complet sur les racines et les branches de la langue hébraïque (Kitāb al-Mushtamil ʿalā al-Uṣūl wa al-Fusūl fi al-Lugha al-ʿIbrāniyya).
- Jeshua ben Judah (en) (Abu al-Faraj Furkan ibn Asad), juif du XIe siècle résidant à Jérusalem, théologien karaïte, a écrit en arabe Le Livre de l'ambiguïté (Kitāb al-Tawriya), s'inscrit dans le mouvement du mutazilisme juif[116].
- Joseph ben Noah (Ibn Nuh), juif du XIe siècle originaire de Bassorah dans l'actuel Irak, a écrit en arabe une Grammaire, Al-Diqduq, qui analyse le sens des mots de la langue hébraïque, dans le but d'élucider certaines obscurités du texte biblique. Il a traduit le Pentateuque en arabe.
- Yona ibn Jannah (Abu-'l-Walid Marwan ibn Jannaḥ), juif andalou du XIe siècle, a composé en arabe une abondante œuvre philologique centrée sur l'étude de la Bible hébraïque et de son langage, par exemple (Livre pour rapprocher et faciliter, Kitab al-Taḳrib wal-Tashil) ; le Livre des racines [des origines des mots], (Kitab al-Ussul).
- Bahya ibn Paquda, juif andalou du XIe siècle, a écrit en arabe un ouvrage de philosophie morale, le Guide des Devoirs du Cœur (Al Hidayah ila Faraid al-Qulub).
- Salomon ibn Gabirol, juif andalou du XIe siècle, philosophe, a écrit en arabe La Source de Vie (Kitab yanbu' al-hayat), traduit en latin au XIIIe siècle sous le titre de Fons Vitae. On lui attribue sans certitude le Livre des perles, écrit originellement en arabe (sous le titre probable de Mukhtar al-gawahir, le choix des perles) et traduit en hébreu par Shmuel ibn Tibbon[117].
- Juda ibn Balaam, juif andalou du XIe siècle, a écrit tous ses ouvrages d'exégèse biblique et de grammaire hébraïque en arabe.

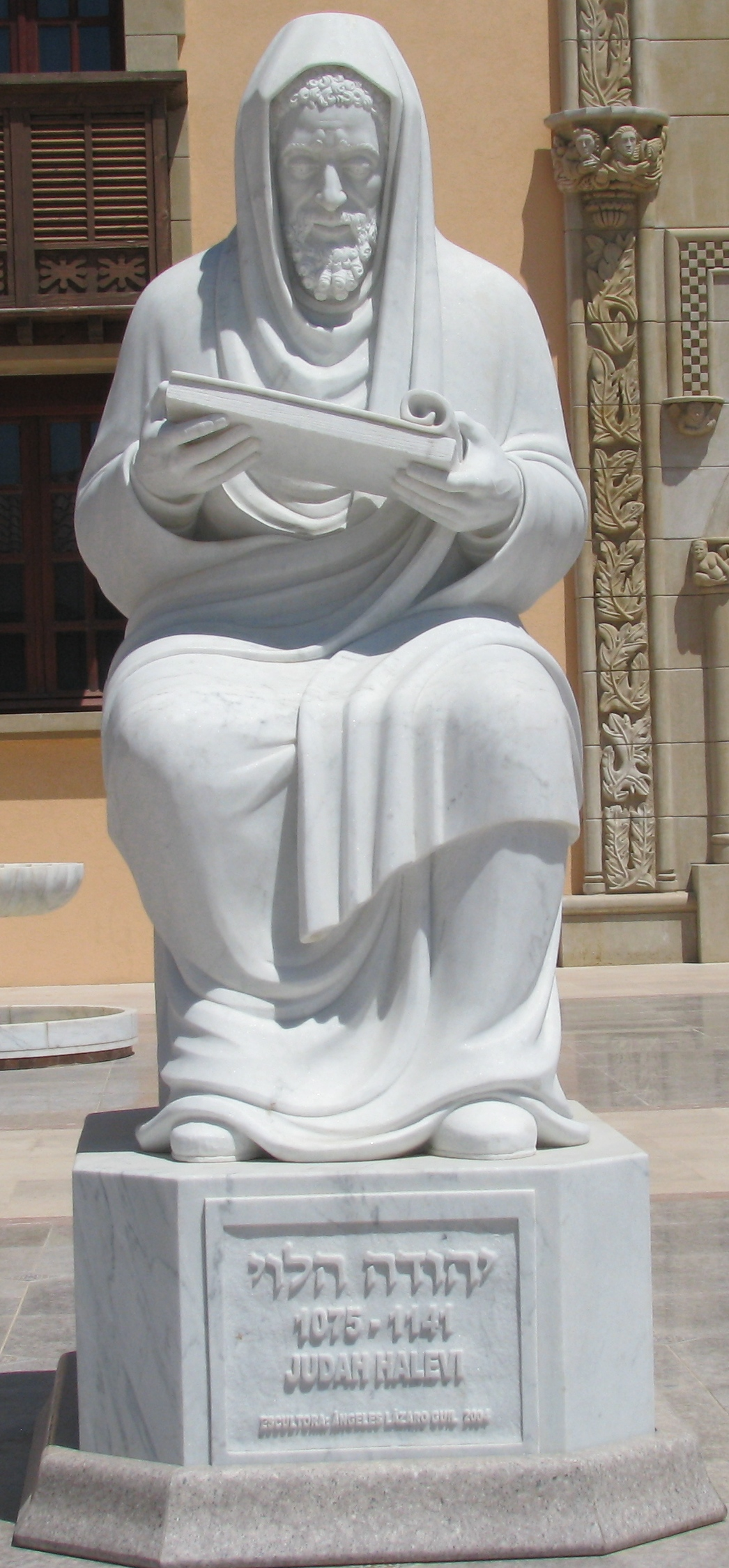
Sculpture représentant Judah Halevi, poète andalou du XIe siècle.

- Sculpture représentant Judah Halevi, poète andalou du XIe siècle.Moshe ibn Gikatilla, juif andalou du XIe siècle, a écrit certains de ses ouvrages en arabe, comme une monographie sur le genre grammatical des noms, Le Livre des Masculins et Féminins (Kitab al Tadhkir wal-Ta'nith).
- Juda Halevi, juif andalou du XIe siècle, rédige en arabe le Livre de l'argumentation pour la défense de la religion méprisée (Kitab alhuyya wa-l-dalil fi nusr al-din al-dhalil) ; en hébreu : Kuzari (le traducteur est Juda ibn Tibbon). Il écrit des poèmes en hébreu où "les éléments poétiques d'origine arabe coexistent harmonieusement avec la langue biblique[118]" ; ces textes "introduisent les normes de la poésie arabe dans la poésie hébraïque[119]".
- Moïse ibn Ezra, juif andalou des XIe – XIIe siècles écrit en arabe le Jardin de la métaphore (Al-Ḥadiḳah fi Ma'ani al-Mujaz wal-Ḥaḳiḳah). Il écrit toujours dans cette langue un art poétique (un traité de rhétorique), Le Livre de la conversation et des évocations (Kitab al-Muḥaḍarah wal-Mudhakarah).
- Moïse Maïmonide, juif andalou du XIIe siècle, philosophe, a écrit plusieurs de ses ouvrages en arabe, notamment le Guide des égarés (Dalalat al Haïrin), le Traité de logique (Ṣinā‘at al-Manṭiq), un commentaire arabe de la Mishnah (Kitāb al-Sirāj )[120].
- Isaac ibn Barun, juif andalou du XIIe siècle, auteur d'un ouvrage de philologie sémitique comparée, considéré comme le plus important ouvrage en la matière jusqu'à nos jours[121], rédigé en arabe, Le Livre de Comparaison entre la Langue Hébraïque et la Langue Arabe (Kitāb al-Muwāzana bayn al-Lugha al-'Ibrāniyya wa al-Lugha al-ʿArabiyya) ; il y relève des similitudes entre l'hébreu et de l'arabe dans le lexique mais aussi dans la grammaire.
- Abraham ibn Dawd Halevi, juif andalou du XIIe siècle, philosophe, a écrit en arabe La Foi puissante (al-Aqida al-Rafi'a).
- Abraham bar Hillel, juif égyptien du XIIe siècle, médecin, érudit et poète, auteur de Megillah Zutta dont le manuscrit fait partie de la Guéniza du Caire.
- Juda ben Nissim ibn Malka (en), juif marocain du XIIIe siècle, a écrit en arabe la Consolation de l'expatrié spirituel (Uns al-Gharib), un commentaire sur les prières (Tafsīr al-Salawāt), et un ouvrage d'astrologie, probablement intitulé le Livre de la clef (Kitāb al-Miftāh).
- Ibn Kammuna al-Israili, juif irakien du XIIe siècle, philosophe issu d'une famille lettrée de Bagdad, il écrit en arabe 1280 un Examen des recherches dans les trois religions (Tanqih al-Abhath li—l-Milal al-Thalath) ; l'ouvrage traite principalement de l'islam mais aussi du christianisme et du judaïsme. Les remarques critiques de l'auteur au sujet de l'islam ont été mal perçues par des musulmans rigoristes, et quelques années après la publication de ce texte, Ibn Kammuna doit fuir pour échapper à une émeute ; certains ont émis l'hypothèse d'un Ibn Kammuna musulman[122].
- Nethanel ben Isaiah, juif yéménite du XIVe siècle, théologien a écrit dans un mélange d'arabe et d'hébreu un commentaire de la Torah intitulé La Lumière de l'ombre et la lampe de la sagesse (Nur al-Zulm wa-Mashbah al-Hikm).
- Saadia ibn Danan, juif né à Grenade (Al-Andalus) au XVe siècle, réfugié en Égypte, a écrit en arabe un poème (Ḳaṣidah) à la gloire du Guide des égarés de Maïmonide, et un traité de grammaire hébraïque, La [Règle] Nécessaire de la Langue Hébraïque (Al-Ḍaruri fi al-Lughah al-'Ibraniyyah).
- Shalom Shabazi (en), juif yéménite du XVIIe siècle, poète, a écrit un recueil de poèmes liturgiques et eschatologiques, Diwan, pour partie en judéo-arabe (et pour partie en hébreu et en araméen).
- Hayyim Habshush, juif yéménite du XIXe siècle, rabbin et auteur d'un récit de voyage en hébreu et en judéo-arabe, traduit en français (de l'arabe yéménite) par Samia Naïm (Actes Sud, 1995).
- Abraham Daninos, juif algérien, XIXe siècle, auteur de la première pièce de théâtre publiée en arabe, Nazahat al mushtaq wa ghusst al ushaq fi madinat Tiryaq bi l’Irak, « Le plaisant voyage des amoureux et la souffrance des amants dans la ville de Tiryaq en Irak », 1847 ; il s'agit d'une création originale et non d'une adaptation d'une œuvre européenne.
- Mourad Farag, juif égyptien, XIXe – XXe siècle, juriste, théologien karaïte, journaliste, poète, traducteur, a tenté de concilier le sionisme et le nationalisme arabe composé la majeure partie de son œuvre en arabe ; il a écrit également en hébreu.
- Abraham Shalom Yahuda, XIXe – XXe siècle, juif palestinien d'origine irakienne, spécialiste de la Bible et de la littérature judéo-arabe médiévale ; s'il n'a guère écrit en arabe, il a travaillé à promouvoir, au moment de l'essor du sionisme européen, à titre d'alternative, le modèle d'al-Andalus, qui suppose une communauté culturelle entre juifs et musulmans.
- Ya'qub Bilbul (en), XXe siècle, romancier juif irakien d'expression arabe.
- Anwar Shaul, intellectuel juif irakien né en 1904, d'expression arabe ; "Anwar Shaul signe une pétition publiée dans le journal al-Mustaqbal ("l’avenir"), appelant à protéger les droits des enfants arabes de la terre de Palestine, et s’engageant pour la défense de leur nation, arabe. En mai 1983, le même Anuwar Shaul reçoit un prix du gouvernement de l’État d’Israël [où il vit depuis 1971] pour son œuvre de littérature en langue arabe. Ces apparentes contradictions dans la vie de Sh?’ul permettent de réfléchir à nouveaux frais sur les frontières identitaires supposées entre Arabes et Juifs, frontières partiellement établies puis cimentées avec le conflit israélo-arabe"[95].
- Sasson Somekh (en), juif né en Irak en 1933, devenu israélien, auteur d'une autobiographie Bagdad, hier : la formation d'un juif arabe publiée en hébreu (traduction anglaise en 2007, Baghdad, Yesterday: The Making of an Arab Jew). Arrivé en Israël, "il tenta de poursuivre son œuvre poétique en arabe, mais il comprit qu'un poète juif écrivant en arabe en Israël ne rencontrerait qu'une faible audience". Il a traduit des œuvres poétiques de l'arabe en hébreu, et publié plusieurs anthologies de poésie arabe[123].
- Samir Naqqash (1938-2004), écrivain juif né en Irak, de nationalité israélienne et d'expression arabe ; auteur notamment de Shlomo le Kurde, moi et le temps (2004), traduit en français par Xavier Luffin en 2013[124].

### Artistes

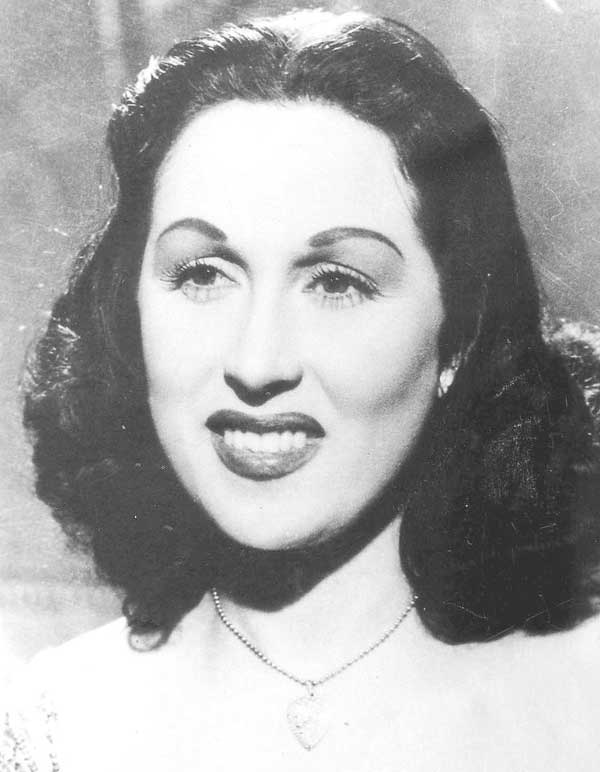
La chanteuse et actrice Leila Mourad

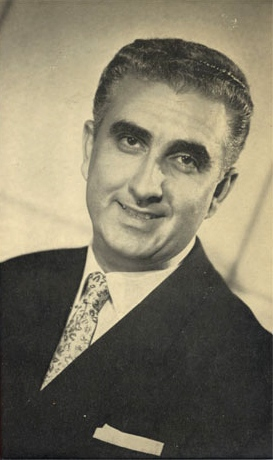
Le chanteur Lili Boniche

- Al Mansûr al-Yahudi[125], IXe siècle, juif cordouan, chanteur et musicien favori du sultan de Abd al-Rahman II qui lui demanda de se rendre à Kairouan en Tunisie pour y rencontrer le célèbre Ziryab et l'inviter à la cour de Cordoue, où s'établit en définitive le grand maître musulman de la musique arabe. Ce récit a pour origine le texte de l'historien maghrébin al-Maqarri (XVIIe siècle) qui prend appui sur l'historien ibn Hayyan (987-1076). On le suppose véridique parce que des historiens musulmans n'exalteraient pas ainsi sans raison le prestige d'un musicien juif[126],[127].
- Dani al-Israîli, XIe siècle, juif de Tolède, dirigeait l'orchestre lors de banquets offerts par l'émir Al-Ma'mun à Tolède[128]. L'auteur ibn Bassâm (mort en 1147) dit de lui dans son ouvrage Al-Dhâkira qu'il surpasse par son talent musical Ibrāhīm al-Maws̩ilī, le musicien le plus éminent de la cour de Haroun al-Rashid à Bagdad[126].
- Isaac ibn Sim'an[129] ou Isaac ben Shimeon al-Yahudi, XIIe siècle, juif de Cordoue, compositeur proche du philosophe et musicien ibn Bajja connu en Occident sous le nom de Avempace (mort en 1139)[128] ; l'historien Saïd al-Maghribi le mentionne comme un des maîtres cordouans les plus illustres en matière de musique[126].
- Leila Mourad, XXe siècle, chanteuse et actrice juive égyptienne.
- Dawood Hosni (Daoud Hosni), XXe siècle, compositeur juif égyptien ; a donné la première opérette égyptienne en langue arabe.
- Togo Mizrahi, XXe siècle, juif égyptien d'origine italienne, un des pionniers du cinéma égyptien, a réalisé trente-trois longs-métrages.
- Souad Zaki, XXe siècle, de son vrai nom Souad Halwani, chanteuse juive égyptienne ; de célèbres compositeurs égyptiens, comme Riad Al Sunbati et Dawood Hosni ont composé pour elle[130].
- Faiza Rushdi, XXe siècle, chanteuse juive égyptienne ; son histoire est racontée dans un film israélien, Mama Faiza, écrit par la fille de la chanteuse, Sofia Tusia Cohen[130].
- La famille Frenkel (David, Salomon et Herschel, et leur père Betzalel), juifs égyptiens d'origine biélorusse, inventeurs du premier dessin animé arabe ; leur personnage, inspiré de Mickey Mouse, s'appelle Mish Mish Effendi(مشمش افندى, qui signifie abricot en arabe)[131],[132],[133].
- Saleh et Daud Al-Kuweity, XXe siècle, musiciens-compositeurs juifs irakiens ; on leur confia le soin d'organiser la cérémonie d'intronisation du roi Fayçal II.
- Salima Mourad, XXe siècle, chanteuse juive irakienne, également connue sous le nom de Salima Pasha que lui avait donné le premier ministre Nouri Saïd.
- Saoud l'Oranais, XXe siècle, de son vrai nom Messaoud Georges El Médioni, violoniste, compositeur et chanteur juif séfarade algérien, maître de la chanson arabo-andalouse.

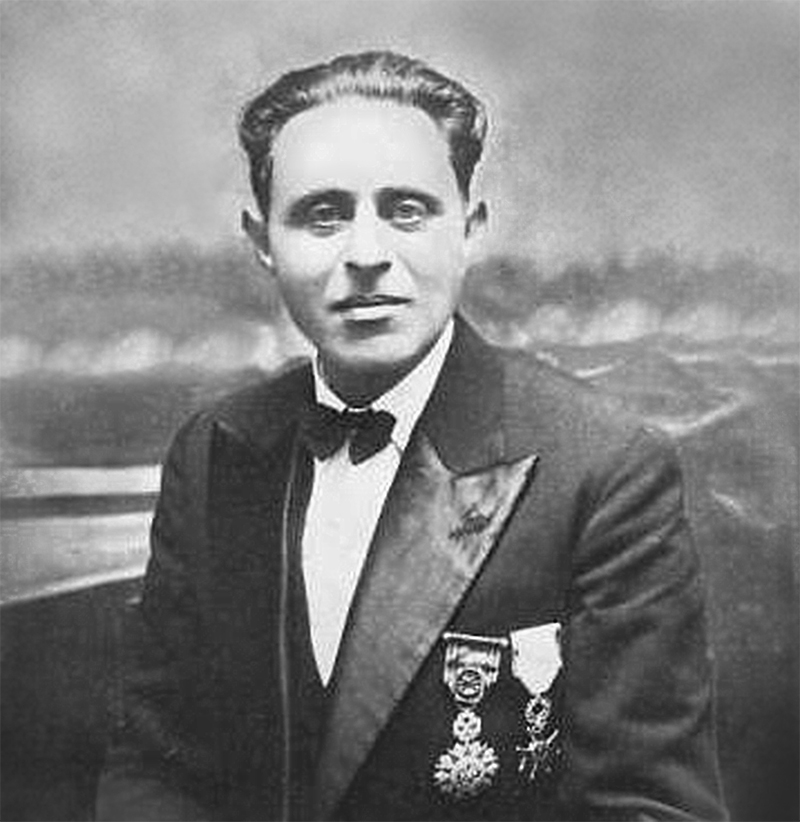
Acher Mizrahi

- Acher MizrahiCheikh Raymond, XXe siècle, de son vrai nom Raymond Raoul Leyris, artiste juif né en Algérie, chante en arabe et joue du oud, maître de la musique arabo-andalouse et mort assassiné.
- Lili Labassi, XXe siècle, de son vrai nom Elie Moyal, musicien et interprète de chansons judéo-algériennes.
- Lili Boniche, XXe siècle, chanteur juif algérien.
- Zohra al-Fassia, XXe siècle, chanteuse juive marocaine, célèbre en particulier pour sa contribution au genre musical du melhoun.
- Habiba Msika, née Marguerite Msika, chanteuse juive tunisienne ; de film La Danse du feu (1995) de Salma Baccar, retrace ses dernières années.
- Acher Mizrahi, XXe siècle, chanteur et auteur-compoisteur juif tunisien originaire de Palestine ; il était chanteur profane en arabe, hazzan à la synagogue, poète en arabe et en hébreu.

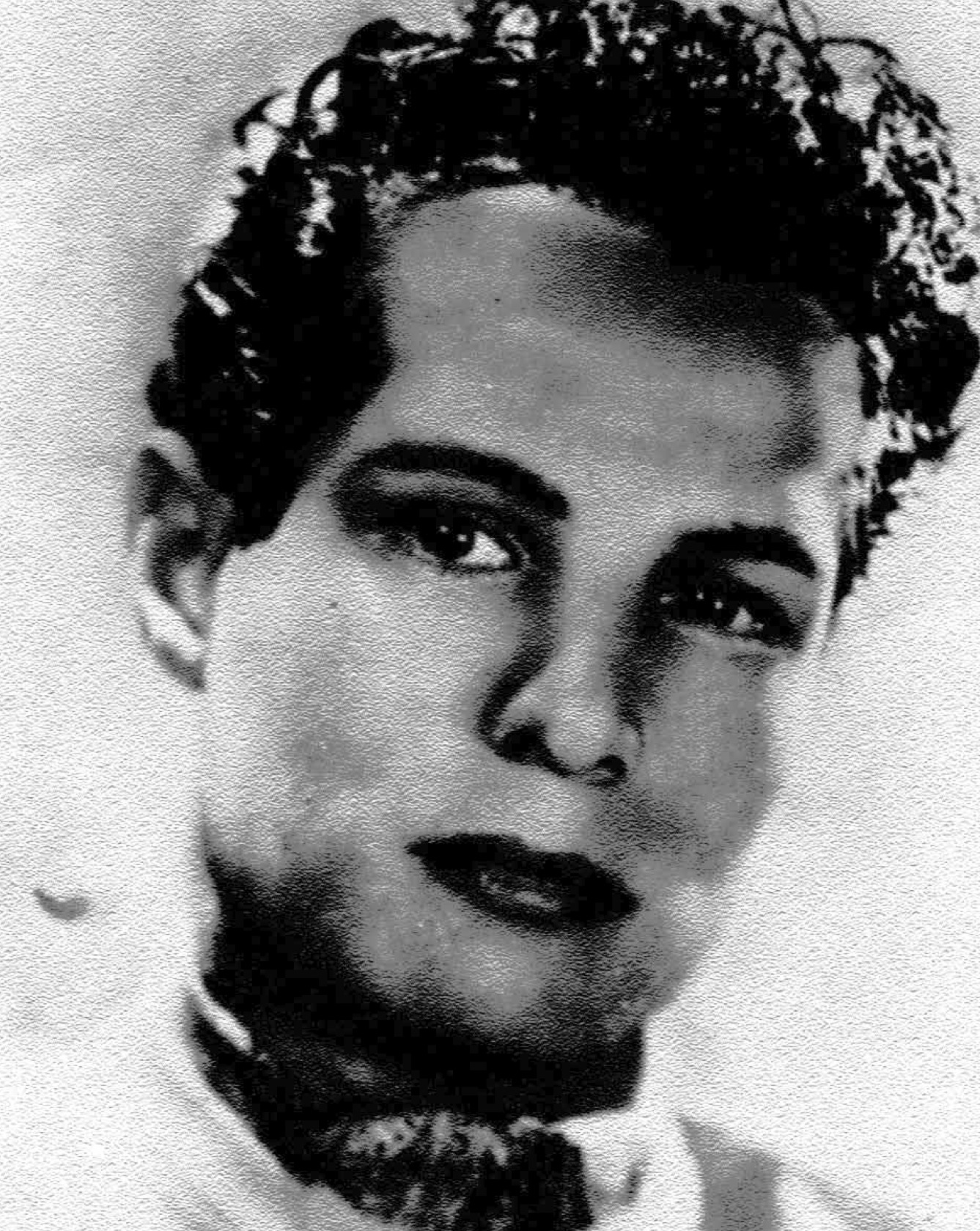
Salim Halali

- Salim HalaliCheikh El Afrit, XXe siècle, de son vrai nom Issim Israël Rozzio, chanteur juif tunisien ; il se produisait régulièrement au palais du Bardo à la demande de Ahmed II Bey.
- Salim Halali, XXe siècle, de son vrai nom Simon Halali, chanteur juif né en Algérie ; chante en arabe sur des airs de flamenco, influencé par la chanson arabo-andalouse.
- Samy Elmaghribi, XXe siècle, de son vrai nom Salomon Amzallag, chanteur juif marocain, qui a pratiqué le chgouri, ou châabi citadin, commun aux chanteurs musulmans et juifs ; participent de ce style de musique populaire des chanteurs juifs comme Haïm Botbol, Pinhas Cohen.
- Ziv Yehezkel, XXe siècle, chanteur israélien né en 1984 de parents juifs irakiens, « désarabisé », au sens où la langue arabe ne lui a pas été transmise ; il est devenu chanteur arabophone (il s'est « réarabisé ») ; représentatif à ce titre d'une tendance de nombreux juifs israéliens d'origine arabe à se réapproprier une part de leur héritage culturel, depuis les années 2000. Il chante les chansons de Oum Kalthoum, de Abdelwahab etc.
- En Israël aujourd'hui, Raymonde El Biadouia[134], née au Maroc, chante en arabe dialectal[135] (darija). De même, Emil Zrihan[136], né en 1954 au Maroc, chante en arabe dialectal[137], ainsi que Nino el-Maghribi. Neta Elkayam[138], née en 1980 en Israël d'une famille juive marocaine, chante également en arabe dialectal ; elle déplore la marginalisation de l'histoire des Juifs marocains en Israël et souhaite contribuer par son art à la transmission d'un héritage culturel[139].

## Filmographie
- Juifs et musulmans, Karim Miské, E. Blanchard, édition Collector (DVD), 2013.
- El Gusto (2012), documentaire consacré aux musiciens juifs et musulmans algériens pratiquant le Chaâbi.
- Le Blues de l'Orient, documentaire de Florence Strauss (prix de la Sacem à Lussas - 2007 Prix du Meilleur Reportage au Festival de Montréal - 2007).
- Une partie du film documentaire de la réalisatrice israélienne Nurith Aviv, D'une langue à l'autre (2004) porte sur la situation des Juifs arabes émigrés en Israël, dont certains ont continué à s'exprimer en arabe.
- Jews of Egypt (film) (en) d'Amir Ramses, 2013.
- Forget Baghdad: Jews and Arabs – The Iraqi Connection (en), 2002, de Samir centré sur les histoires de quatre écrivains irako-israéliens, Shimon Ballas, Sami Michael (he), Samir Naqqash et Mousa Houry, autrefois membres du Parti communiste irakien. « Il raconte l’histoire d’une minorité religieuse en Irak devenue une minorité ethnique en Israël[140]. »
- Le terme "juif arabe" apparaît dans un célèbre échange de La Classe Américaine : Le Grand Détournement : " -Oh oui je suis juif. Et si tu veux tout savoir j'suis même juif arabe. -Juif arabe ? Je préfère les séfarades tu sais. À mon avis juif et arabe c'est bizarre. Moi j'aime pas les gens bizarre. -Ah merde, j'peux pas encadrer les nazis […]"[141]
- Dans son morceau Juifs Arabes, Philippe Katerine appelle à l'apaisement de ces deux sphères culturelles avec pour seules paroles "Juifs, Arabes, ensemble"[142].